# 長野総合車両センター
長野総合車両センター（ながのそうごうしゃりょうセンター）は、長野県長野市西和田にある、東日本旅客鉄道（JR東日本）首都圏本部管轄の車両基地および車両工場。
国鉄分割民営化によるJR東日本継承後から長野支社の管轄であったが、2022年11月に首都圏本部管轄内の車両センターとなった。それに伴い同センターの所属略号も「長ナノ」から「都ナノ」に変更された。

## 歴史

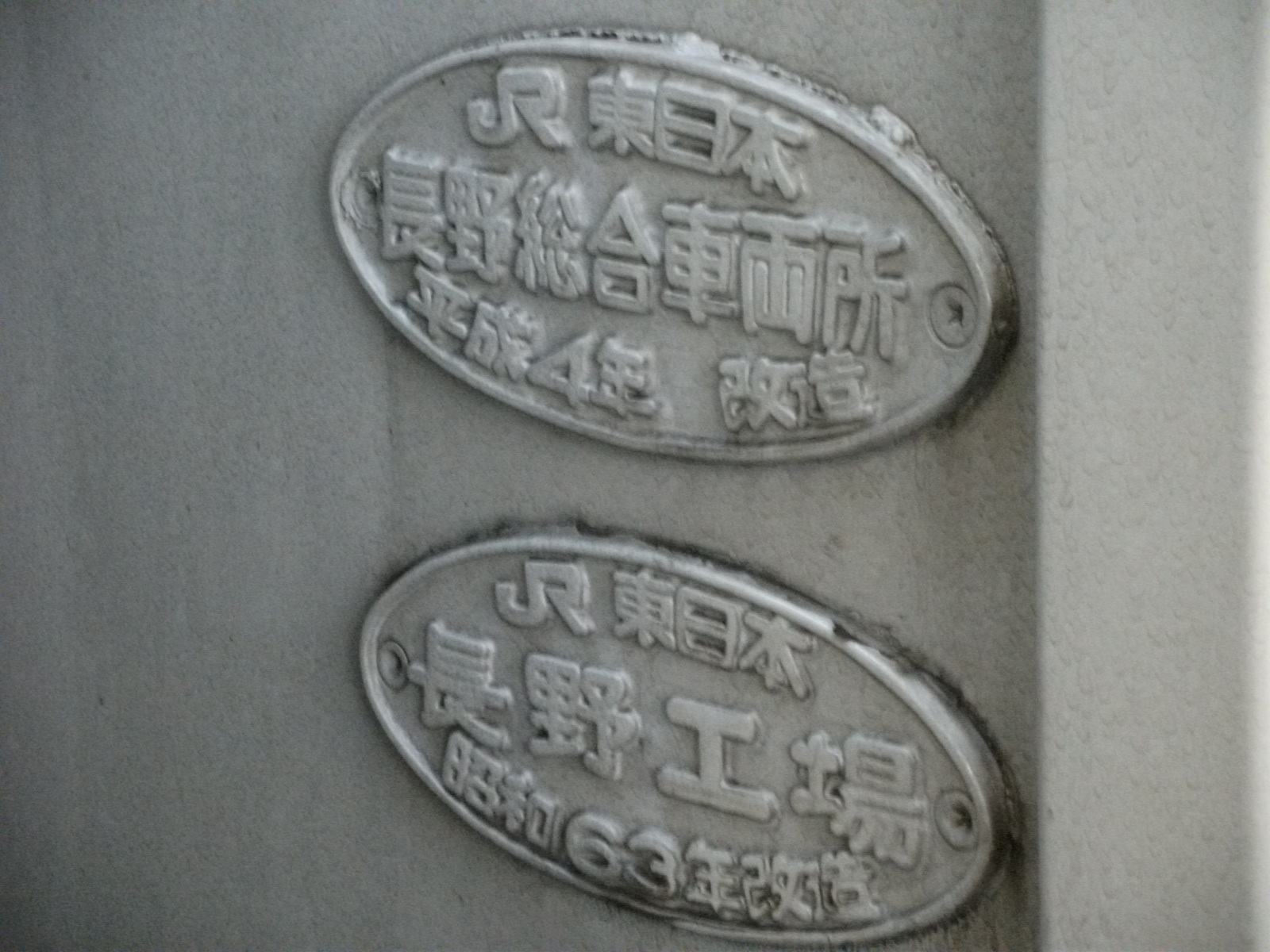
115系の妻部に取り付けられた「長野工場」と「長野総合車両所」の銘板
（2010年10月撮影）

1888年（明治21年）5月1日に官設鉄道開業に併せて開設された長野機関庫を前身にもつ車両基地で、工場のある場所にはかつて平林城があり、1930年（昭和5年）には長野都市計画が認可され、城山公園と同規模の平林公園の建設が予定されていたが、戦時中の用途地域制限解除期間中に鉄道省長野工機部の工場が建設された。
日本国有鉄道（国鉄）時代は長野工場と称し、車両検査・修繕だけでなく、蒸気機関車などの製造も行った。同じ敷地内には配置車両がある基地（長野運転所→長野第一運転区→北長野運転所、略号「長ナノ」）もあったが、1991年（平成3年）7月1日に長野工場と北長野運転所を統合し長野総合車両所が発足、その時JRの在来線では初めて、車両基地と車両工場を一体化させた区所となった。2004年（平成16年）6月1日に現名称に改称した。JR東日本に5か所ある在来線の総合車両センター（東京・郡山・秋田・大宮・長野）のひとつ。

### 歴史
- 1888年（明治21年）5月1日 - 官設鉄道関山 - 長野間の延伸開業に併せて、長野機関庫を開設。
- 1890年（明治23年）2月16日 - 上水内郡芹田村大字栗田（現・長野駅東口付近）に内閣鉄道局長野器械場発足。
- 1893年（明治26年）10月1日 - 逓信省鉄道局に移管のうえ、長野器械場を長野工場に改称。
- 1897年（明治30年）8月18日 - 逓信省鉄道作業局に移管。
- 1907年（明治40年）4月1日 - 逓信省外局の帝国鉄道庁に移管[7]。
- 1908年（明治41年）12月5日 - 内閣直轄の鉄道院中部鉄道管理局に移管。
- 1920年（大正9年）5月15日 - 鉄道省名古屋鉄道局に移管。
- 1936年（昭和11年）9月1日 - 長野機関庫を長野機関区に改称。
- 1942年（昭和17年）9月11日 - 鉄道省新潟鉄道局に移管のうえ、長野工場を長野工機部に改称。
- 1943年（昭和18年）11月1日 - 運輸通信省新潟鉄道局に移管。
- 1945年（昭和20年）
  - 6月1日 - 運輸省新潟鉄道局に移管、上水内郡吉田町（現所在地）に長野工機部吉田分所を設置。
  - 8月13日 - 長野空襲において機関区が機銃掃射により被弾。職員8名、兵隊3名が死亡[8]。
- 1947年（昭和22年）10月13日 - 昭和天皇の戦後巡幸。長野工機部が視察先の一つとなった[9]。
- 1949年（昭和24年）6月1日 - 日本国有鉄道新潟鉄道局に移管。
- 1952年（昭和27年）8月5日 - 長野工機部を長野工場に改称。
- 1964年（昭和39年） - 長野工場吉田分所を長野工場本工場に、（旧）長野工場本工場を栗田分所に改称。
- 1966年（昭和41年）7月25日 - 長野機関区、長野客貨車区などを統合して長野運転所が発足。
- 1969年（昭和44年） - 長野工場栗田分所を廃止し、本工場に集約。
- 1973年（昭和48年） - 蒸気機関車（D51形）が運用からはずれ配置が消滅、無煙化完了。
- 1986年（昭和61年）9月1日 - 長野運転所と長野運転所第二分所を統合し、長野第一運転区発足[10]。
- 1987年（昭和62年）3月1日 - 長野第一運転区が北長野運転所に改称[10]。
  - 4月1日 - 国鉄分割民営化により、東日本旅客鉄道に継承。
- 1991年（平成3年）7月1日 - 長野工場と北長野運転所を統合し、長野総合車両所発足[6]。
- 2000年（平成12年）2月25日 - ISO9001認証取得。
- 2004年（平成16年）6月1日 - 長野総合車両センターに改称[6]。
- 2019年（令和元年）6月25日 - 189系N102編成の廃車により特急型車両の配置が消滅。
- 2021年（令和3年）12月27日 - DD16-11の廃車により内燃機関車の配置が消滅。
- 2022年（令和4年）10月1日 - 長野支社から首都圏本部の管轄に移行。略号が「長ナノ」から「都ナノ」に改称[4]。

## 配置車両に記される略号

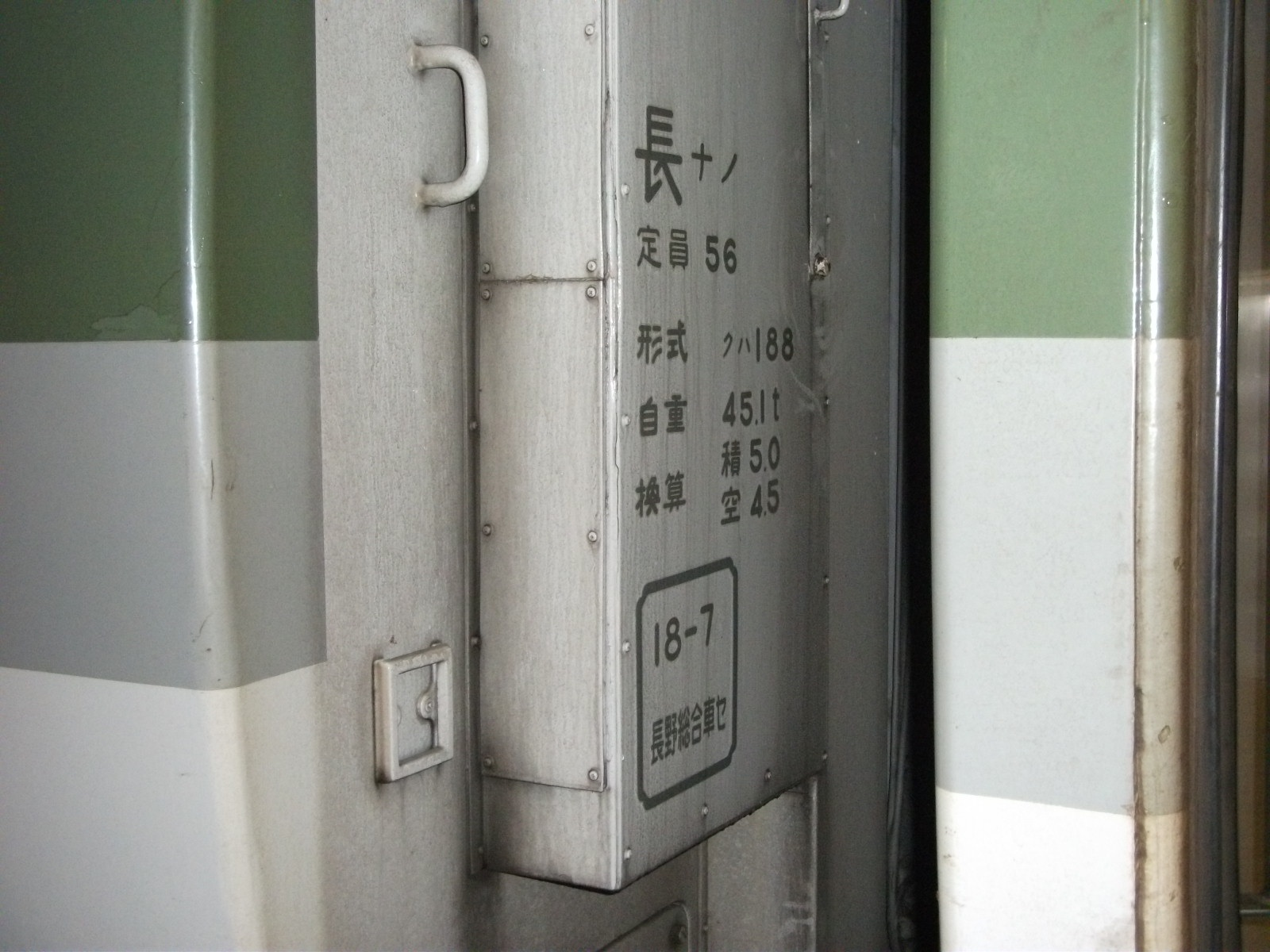
189系の妻部に記載された配置車両の略号「長ナノ」と整備車両の略号「長野総合車セ」
（2010年10月撮影）

- 旅客車 -「長ナノ」…長野支社を意味する「長」と、長野を意味する電報略号の「ナノ」から構成される。「都ナノ」は使用されていない。
- 機関車 - 〔長野〕[注 2]

## 整備車両に記される略号
- 「長野総合車セ」（「長野工」→「長総車所」→「長野総合車セ」と推移。）
- 「NN」（「長 Naga」と「野 No」の頭文字をそれぞれ採ったもの）
- 現在は「長野総合車セ」が主流。

## 業務内容と職場
当センターの主な業務は、車両の検査・修繕・改造である。また、車両配置もあるため車両基地の機能も有しており、車体の清掃業務なども行っている。
当センターには鋳物職場があり、鋳鉄制輪子やNN46ブレーキライニング（ブレーキパッド）などを製造している（後述を参照）。
さらに首都圏・近郊地域で使用された電車の廃車に伴う解体作業も実施している。
下記にセンターの業務について、項目別に説明する。

### 検査担当形式と配置区所
出典：JR東日本テクノロジー株式会社HP 事業紹介
電車
- 長野総合車両センター：211系
- 松本車両センター：E353系、E127系
- えちごトキめき鉄道：ET127系

気動車
- 長野総合車両センター：キハ110系、HB-E300系
- 小海線統括センター：キハ100系、キハ110系、キハE200系
- えちごトキめき鉄道：ET122形、ET122形1000番台

上記の担当形式の他にも改造・機器更新等と同時に検査を行う場合がある。
2015年までは新潟車両センター所属車も当センターが検査を担当していたが、北陸新幹線が開業したことにより長野駅 - 直江津駅間がしなの鉄道北しなの線・えちごトキめき鉄道妙高はねうまラインにそれぞれ経営分離されたことから、回送経路が全線JR線の大宮総合車両センターへ移行されている。

### 改造・機器更新など
しなの鉄道115系の塗色変更やリニューアル改造、京葉車両センター所属の205系0番台を富士急行6000系への改造を施工などの実績がある。 
その他
- JR東海371系の富士急行8500系への改造。
- 中央線快速用E233系0番台のトイレ設置工事や2階建てグリーン車連結対応改造。
- 元中央・総武緩行線用E231系0番台の転用改造（武蔵野線向け）。
- E257系0番台の踊り子・湘南用2000番台化（一部編成）・臨時列車用5000番台化への転用改造。
- E353系フリーWi-Fi設置。
- E233系2000番台ワンマン運転対応化改造[18][19]。
- E127系0番台の南武支線転用改造。

2019年10月に首都圏でJR東日本と乗り入れを行っている相模鉄道の相鉄10000系10701F（E231系がベースの車両・なお10000系はJR東日本へ乗り入れは行っていない）が、機器更新のため同車両センターまで甲種輸送により入場し、その後2020年1月に同車両センターからかしわ台車両センターまで甲種輸送された。大手私鉄の電車がJRの工場へ入場するのは、大宮総合車両センターへ入場した小田急4000形に続き2例目となったが、こちらは、JR貨物のEH200形に牽引されたため甲種輸送で行われた。

### 鋳物職場

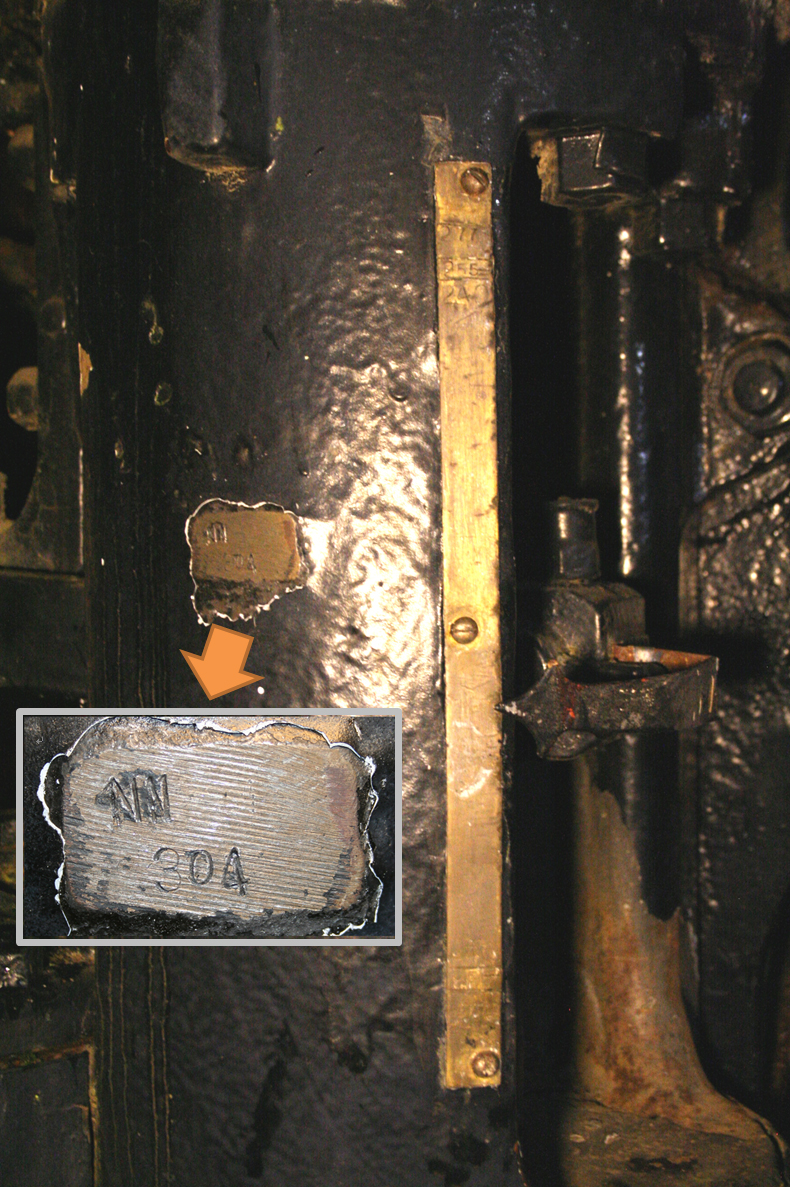
長野工場製給水ポンプ（画像はD51 451の物）

前述したとおり、当総合車両センターでは鋳物職場を有しており、以下に示すもの（鋳物製品以外もある）を製造している。
- 踏面ブレーキ用鋳鉄制輪子およびディスクブレーキ用ブレーキディスク、ブレーキライニング
  - 自社車両のほか、他JR各社、私鉄各社にも販売している[11]。
  - 制輪子は1963年（昭和38年）から、ブレーキディスクは1964年（昭和39年）、ブレーキライニングは1966年（昭和41年）から製造しており、半世紀以上の歴史を持っている[11]。
- 国鉄→JR東日本化後にステンレス車両の妻面にある楕円型銘板を「日本国有鉄道」→「JR東日本」に全数交換したが、これは長野工場で製造したものである[11]。
- JR東日本各駅のベンチ・ごみ箱など[11]。
- 腰掛 - 115系リニューアル車、200系新幹線リニューアル車、209系用など[11]。
- 側引戸（がわひきど・乗降口ドア） - 新津車両製作所（現総合車両製作所新津事業所）のE231系、E233系新造車両に取り付け（2012年3月まで製造）[11]。
- 鋳鉄枕木・鋳鉄車輪[11]（1993年から2年間製造）
- ゴルフパター[11]（1999年から2年間製造・約500本販売）
- 蒸気機関車用給水ポンプ筐体の製造

### 車両解体
| 解体線に留置中の、運用を離脱した車両群 |  | 車両解体線。車両は解体中のサハE230形500番台（6扉車） |
| 解体線に留置中の、運用を離脱した車両群 |  | 車両解体線。車両は解体中のサハE230形500番台（6扉車） |

もとより当センターや近隣の車両センターに所属する車両の解体を行なっていたが、2005年から開始した鉄道博物館の建設に伴い、大宮総合車両センターでの解体作業が終了したため、首都圏で使用された電車の廃車に伴う解体は、当センターへと機能を移した。
JR以外の車両ではしなの鉄道115系が当センターで解体されている。

## 配置車両
2023年4月1日現在の配置車両は以下の通り。
| 電車  | 気動車 | 機関車 | 客車 | 貨車 | 合計  |
| ----- | ------ | ------ | ---- | ---- | ----- |
| 192両 | 20両   | 0両    | 0両  | 0両  | 212両 |

### 電車
211系（192両）
- 6両編成（N601 - 614編成）14本と3両編成（N301 - 327・331 - 339編成）36本が配置されている。
- N601 - 606編成（0番台）およびN317 - 327編成（1000番台）はセミクロスシート、N607 - N614編成（2000番台）およびN301 - N316・N331 - N339編成（3000番台）はロングシートとなっている。
- 中央本線（立川駅 - 塩尻駅 - 中津川駅・岡谷駅 - 辰野駅間）、大糸線（松本駅 - 信濃大町駅間）、篠ノ井線（全線）、信越本線（篠ノ井駅 - 長野駅間）、飯田線（飯田駅 - 辰野駅間）で運用されているほか、富士急行線への乗り入れも行われている。
- 3両固定編成（1000・3000番台）は単独運用のほか2編成を連結した6両編成でも運用されるが、6両固定編成（0番台・2000番台）は単独運用のみで各番台共通運用である。
- 長野総合車両センター及び豊田車両センターの115系置き換え用として2012年から2015年にかけて転入したものである。
  - 3両編成は2012年から2014年10月にかけて転入し、3000番台25本のうち14本は幕張車両センターから、3000番台の残り11本と1000番台全11本は高崎車両センターから転入した。
  - 6両編成（0番台・2000番台）は2014年5月から2015年にかけて14本全てが東京総合車両センターから転入した。

- 3両編成は2013年3月16日のダイヤ改正に合わせて8本が投入され、信越本線（篠ノ井駅 - 長野駅間）、篠ノ井線（全線）、中央本線（塩尻駅 - 富士見駅間）、大糸線（松本駅 - 信濃大町駅間）で営業運転を開始した。
  - その後も転用が進められ、2014年3月15日のダイヤ改正で12本が追加投入されたことで運用範囲が中央本線（富士見駅 - 甲府駅間、塩尻駅 - 中津川駅間）、飯田線（飯田駅 - 辰野駅間）まで広がり、この段階で115系N編成の半分以上が置き換えられた。
  - 2014年10月までにさらに16本が転入し、3両編成36本が出揃った。その後、2014年12月には豊田車両センターの115系の運用を置き換える形で運用範囲が中央本線（甲府駅 - 立川駅間）と富士急行線にも広がった。

- 6両固定編成は2014年6月1日より運用を開始した。2015年10月までに6両編成14本が投入され、115系を完全に置き換えた。

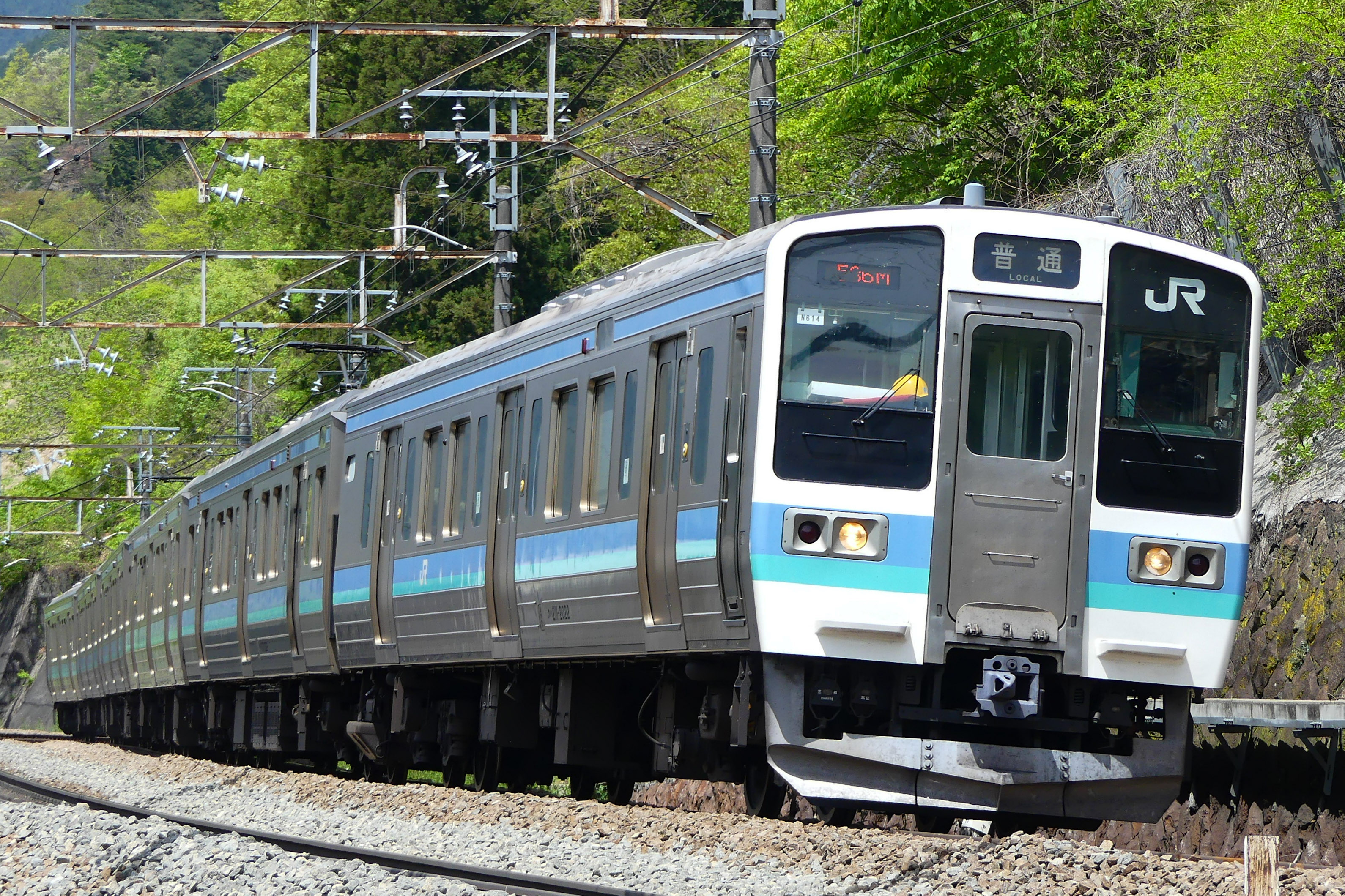
211系

### 気動車
キハ110系200番台（18両）
- 両運転台車のキハ110形200番台12両（225 - 236）、片運転台車のキハ111形・キハ112形200番台2両編成3本（210 - 212）が配置されている。
- 飯山線（全線）及び飯山線直通列車としてしなの鉄道北しなの線（長野駅 - 豊野駅間）、上越線・信越本線（越後川口駅 - 長岡駅間）で運用される。ごく稀に他線での臨時列車に投入されることがある。
- 全車両が特急「秋田リレー」で使用されていた300番台の改造編入車で、同列車の運転終了後、転入後に順次普通列車用に内外装が大幅に改造された。
- キハ110-235, 236は座席配置が独特であった「眺望車ふるさと」から飯山線観光列車「おいこっと」用に再改造され、2015年4月4日より同観光列車として運行されているが、平日や運休日を中心に定期運用に就く場合がある。

HB-E300系（2両）
- 全席転換クロスシートのHB-E301-2とHB-E302-2の片運転台車2両が配置されており、2010年6月9日に東急車輛製造で新製された。
- 定期運用はなく、臨時快速「リゾートビューふるさと」「ナイトビュー姨捨」のほか、季節運用として小海線の「リゾートビュー八ヶ岳・こうみ」、飯山線の「十日町雪まつり号」「リゾートビューいいやま」、中央本線の「リゾートビュー諏訪湖」等でも運用される。ごく稀に他線での臨時列車に投入されることがある。

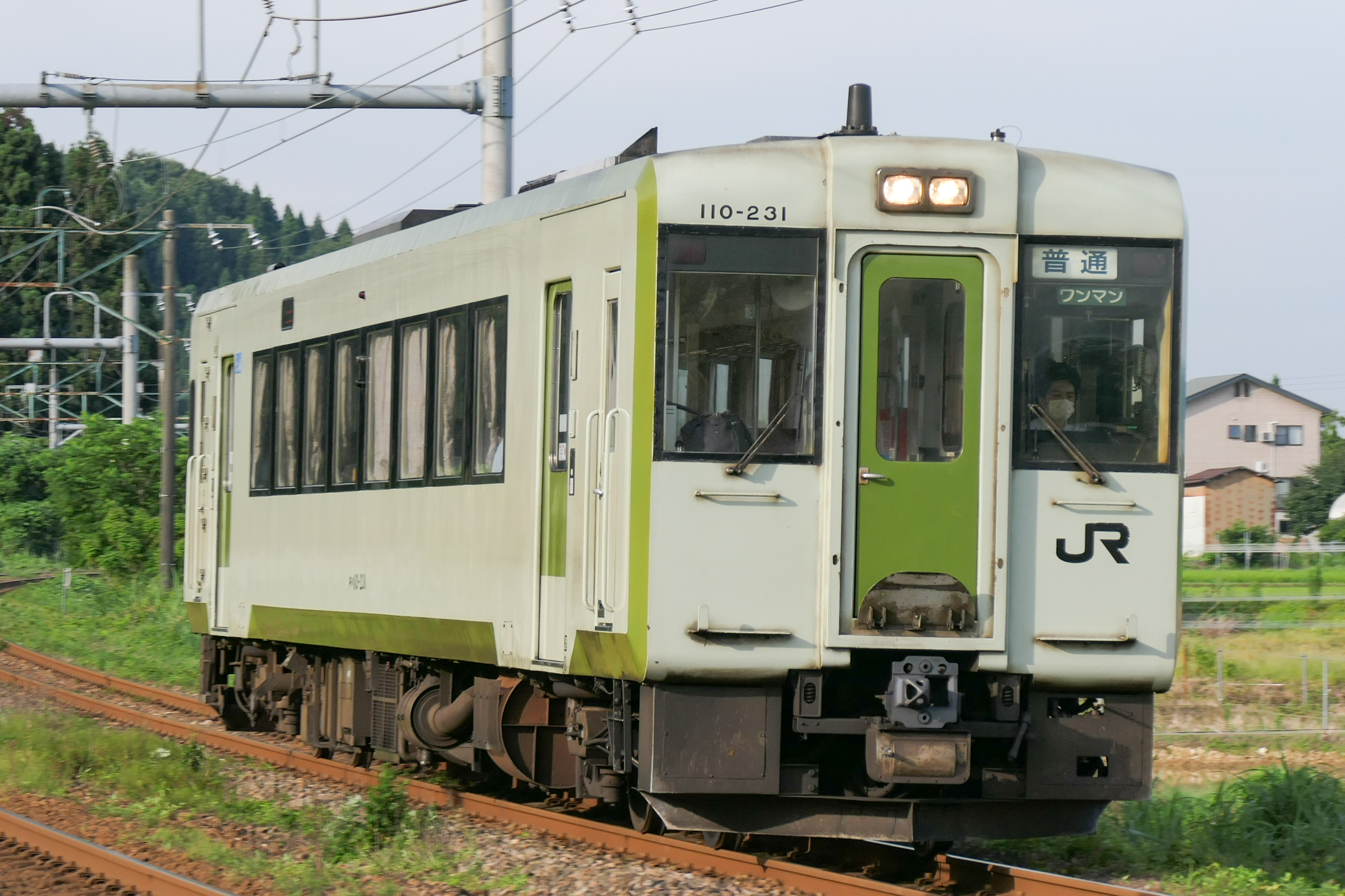
キハ110系200番台
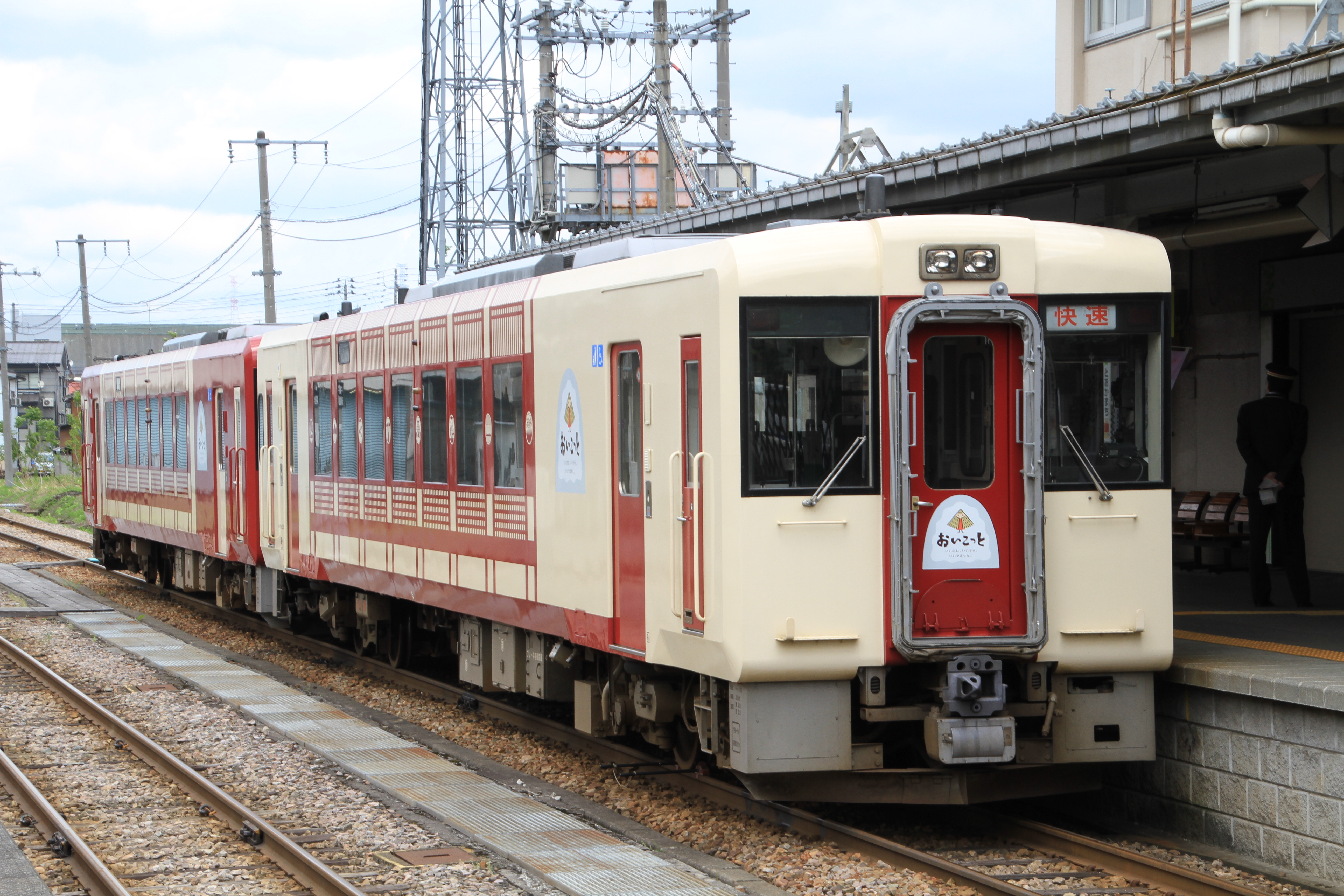
キハ110系おいこっと
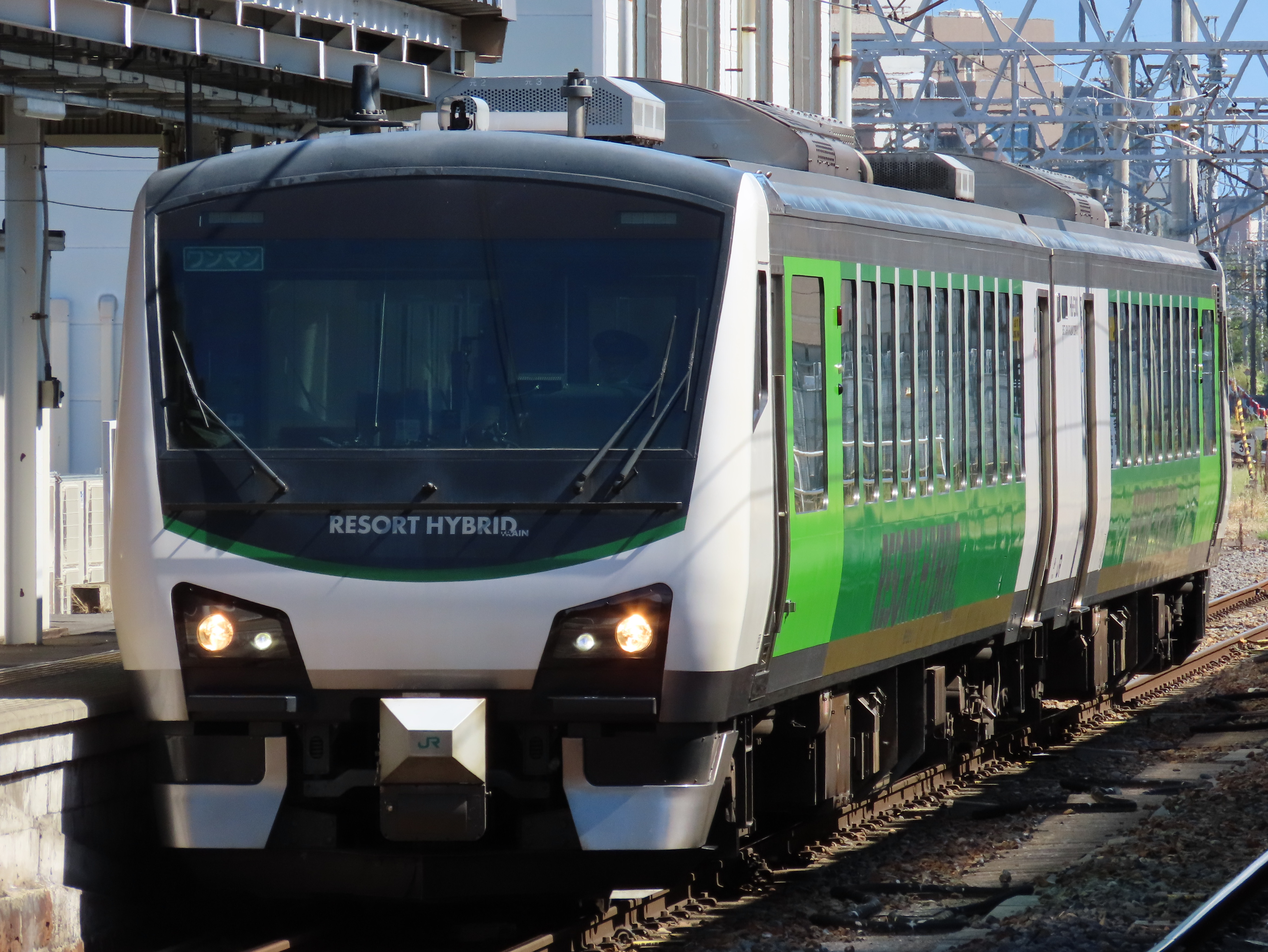
HB-E300系

### 過去の配置車両

#### 電車
115系
- 1986年から2019年まで1000番台（一部0・300番台）が配置されていた。
- 2015年3月14日のダイヤ改正までは中央本線（立川駅 - 塩尻駅 - 中津川駅・岡谷駅 - 辰野駅 - 塩尻駅間）、大糸線（松本駅 - 信濃大町駅間）、篠ノ井線（全線）、信越本線（篠ノ井駅 - 柿崎駅間）、飯田線（飯田駅 - 辰野駅間）およびしなの鉄道線（篠ノ井 - 軽井沢間）の普通列車で運用された。しかし、同日のダイヤ改正において信越本線長野 - 妙高高原間がしなの鉄道北しなの線およびえちごトキめき鉄道妙高はねうまラインへと経営分離されたことにより、C編成を除く115系の長野支社管内での定期運用は終了。また、しなの鉄道区間への当車両センター所属115系の乗り入れも終了した。さらに211系の転用が進んだことで、2015年10月をもって、C編成を含む115系の定期運用が全て消滅した。
- C編成は2007年3月に松本車両センターから転入した車両で、主に中央東線で運用されていた。また、豊田車両センター所属のM40編成の代走として快速「むさしの号」に投入されたケースがある。
- N1 - 16編成は東海旅客鉄道（JR東海）がATS-P（ATS-PT）導入以前に使用していたATS（ATS-ST）に対応しているためJR東海管内である中央西線・飯田線やしなの鉄道線への入線が可能で、2007年にJR東海所有の115系が全廃となった後も引き続き2014年のダイヤ改正まではJR東海区間へ乗り入れていた。
- 車内は全編成セミクロスシートである。ただしN29編成は1987年から2002年のリニューアル更新までロングシートであった。
- 後年の車体色は基本的には新長野色であったが、訓練車N15編成は湘南色であった。なお、2013年から2014年にかけてC1編成が横須賀色に、N9編成が湘南色に塗装変更された。
- C5 - 11編成および、N1・3・5 - 7・11 - 14・16・21・24 - 26・28・29・32・33編成は、内装などの更新を施工したリニューアル車両。
- 2014年3月15日のダイヤ改正以降、211系が追加導入されたことに伴い、多くの編成が廃車となった（C2・4 - 14編成、N2・4・5・8・10・16・22 - 24・26・28 - 33編成)。また、C3編成、N3・6・11・14・25・27編成は2015年3月15日までに、N9編成は2015年12月16日付で新潟車両センターへ転出した。
- 北陸新幹線金沢延伸に伴い信越本線（長野駅 - 直江津駅間）が経営分離された際、しなの鉄道に3両編成5本（N1・7・12・13・21編成）が譲渡された。
- C14編成、N4編成が引退、廃車されたことにより、当センター所属の115系新長野色は消滅した。
- C1編成についても、2015年10月28日に定期運用を離脱し、同年11月22日のさよなら運転「ありがとう115系C1編成」をもって、完全に運用を離脱し、2015年11月25日付けで廃車となった。これにより、長野支社管内では115系全ての運用が終了した。
- 定期運用終了後も長野総合訓練センターに訓練用の3両編成（N15編成）1本が配置されていたが、2019年10月15日付けで廃車され、配置が消滅した。

183・189系
- 1975年から新製配置され1997年まで特急「あさま」で運用された。後年は普通車のみの6両編成に短縮した編成で長野地区を中心に運用されていた。
- 2015年に信越本線の長野駅 - 直江津駅間が経営分離されるまでは、普通・快速「妙高」や、しなの鉄道線の快速「しなのサンライズ号」などでも運用された。
- N101編成は制御車に房総・総武特急で使用後、「あずさ」で運用されていたクハ183-1525・1528が組み込まれていた。これは臨時特急「はまかいじ」を当センターで担当することになった際、京浜東北線・根岸線へ乗り入れることからATC-6形搭載の必要があったためで、元々東京地下駅乗り入れ用にATC機器室を装備していた同番台車が松本車両センターから転入したものである。
- N104編成は大宮総合車両センターからの転属車であり、2013年7月30日から運行を開始した。なお、N104編成は「妙高」などの定期運行列車には充当されず、「あずさ」の臨時増発時など、主に臨時列車として用いられていたが、2015年3月に廃車となった。また、車体の老朽化および189系電車の余剰化に伴い、N103編成も同月に廃車となった。
- また、183系2両が組み込まれていた国鉄色のN101編成についても2015年5月17日のさよなら運転終了後に廃車、183系は廃形式となった。
- 2015年以降もN102編成が残存し、中央本線の夜行快速「ムーンライト信州」や篠ノ井線の快速「おはようライナー」等に充当されていたが、2019年3月ダイヤ改正で定期運用を離脱し、2019年6月25日付けで廃車、同区から特急形車両の配置が無くなるとともに189系も廃形式となった。

485系
- 1000・1500番台→5000・5500番台6両編成1本（N201編成・ジョイフルトレイン「彩」）が配置されていた。
- 老朽化が進んでいた14系「浪漫」の置き換え用として、新潟車両センター所属の1000番台T21・T22編成を改造し、2007年1月5日付けで転入、同月21日に運用を開始した。
- 2015年7月1日に交流機器の使用停止により5000番台へ改番された。
- 2017年9月30日のラストラン列車「ありがとういろどり号」をもって営業運転を終了し、同年10月20日付で廃車され当センターで解体された。

165・169系
- 1968年に一部が新製配置され、信越本線の急行「信州」「妙高」「とがくし」や篠ノ井線の急行「天竜」「かもしか」で運用された。1978年に信越本線急行の特急化に伴い、多くが松本運転所に転出した。残存した4両編成はJR化後も長野県内の普通列車や篠ノ井線・飯田線直通の快速「みすず」で運用されていた。
- 1998年に一部が松本所属車と組成変更の上、しなの鉄道へ譲渡された。残る編成も同年12月には115系1000番台の転入やE127系の運用開始により定期運用から退いた。以降は波動用や115系のリニューアル改造に伴う代走で運用されていたが、2001年12月に最後の3両編成2本が廃車されたことで配置が消滅した。
- しなの鉄道譲渡車は2012年まで有料快速列車「しなのサンライズ・しなのサンセット」を中心に運用されていた。

489系
- 1986年に金沢運転所から200番台（N301 - N303編成）が「あさま」運用分として転入し、配置されたものである。
- 運用は「あさま」「そよかぜ」に限定され、「白山」「能登」など北陸本線へ乗り入れる運用はなかった。
- 1997年9月30日の特急「あさま」廃止に伴い順次廃車され、当センターで解体された。

381系
- 中央西線の電化開業に伴う特急「しなの」電化用に新製配置され、1973年7月10日に同列車での運用を開始し、名古屋機関区のキハ181系を順次置き換えた。
- 1979年まで新製投入による増備が続いたが、1982年11月15日のダイヤ改正で全車両が車両収容に余裕のある神領電車区へ転出した。

70系・80系
- 信越本線用の車両が配置されていた。
- 1972年3月ダイヤ改正に神領電車区などから転入し、70系は4両または6両編成が信越本線（軽井沢駅 - 柏崎駅間）で運用され、80系は横軽対策施工車で組成された6両編成が信越本線（高崎駅 - 直江津駅間）で運用された。
- 381系の新製増備により配置に余裕がなくなったため、1975年3月に全車両が松本運転所に転出。この頃にパンタグラフが狭小トンネル対応型のPS23形に換装され、転出後は中央本線・篠ノ井線でも共通運用されるようになった。
- その後1978年に松本運転所に新製投入された115系1000番台によって全車両が置き換えられている。

クモヤ90形
- 中央本線狭小トンネル対応車の低屋根車800番台2両（801・805）が配置され、主に構内入れ換え用に使用されていた。
- 1993年9月1日に805が廃車され、801もクモユニ143形の転入により1997年11月4日に廃車され配置が消滅した。801は東京総合車両センターにて廃車後も保管されていたが、2010年2月に解体された。

クモヤ143形
- クモヤ143-52の1両が配置されていた。
- 2018年3月17日付けで松本車両センターより転入し、篠ノ井線の冬季霜取り運用についていたが、E127系などに置き換えられて以降は構内入れ換えに使用されている。
- 2022年8月2日付けで廃車。以降は本線走行が不可能となったが、2022年10月現在も構内でのみ入換用機械という位置付けで稼働している。

クモユニ143形
- 1996年12月5日から廃車されるまでクモユニ143-1・3の2両が配置されていた。
- クモユニ143-3は2018年8月4日付けで除籍され、東京・大宮総合訓練センターの訓練用機械に転用された。
- クモユニ143-1も2019年10月15日付けで廃車され、廃形式となった。

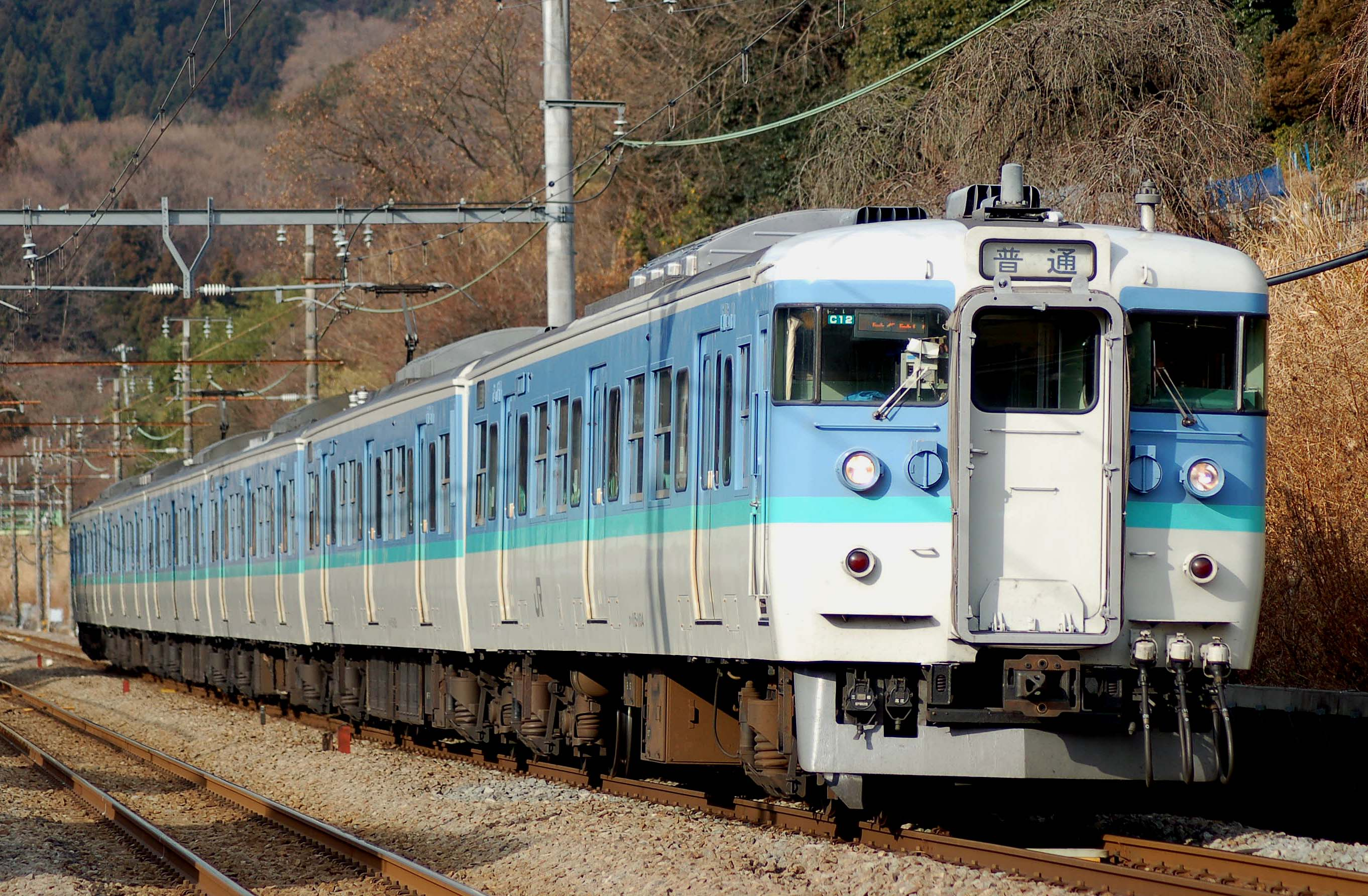
115系
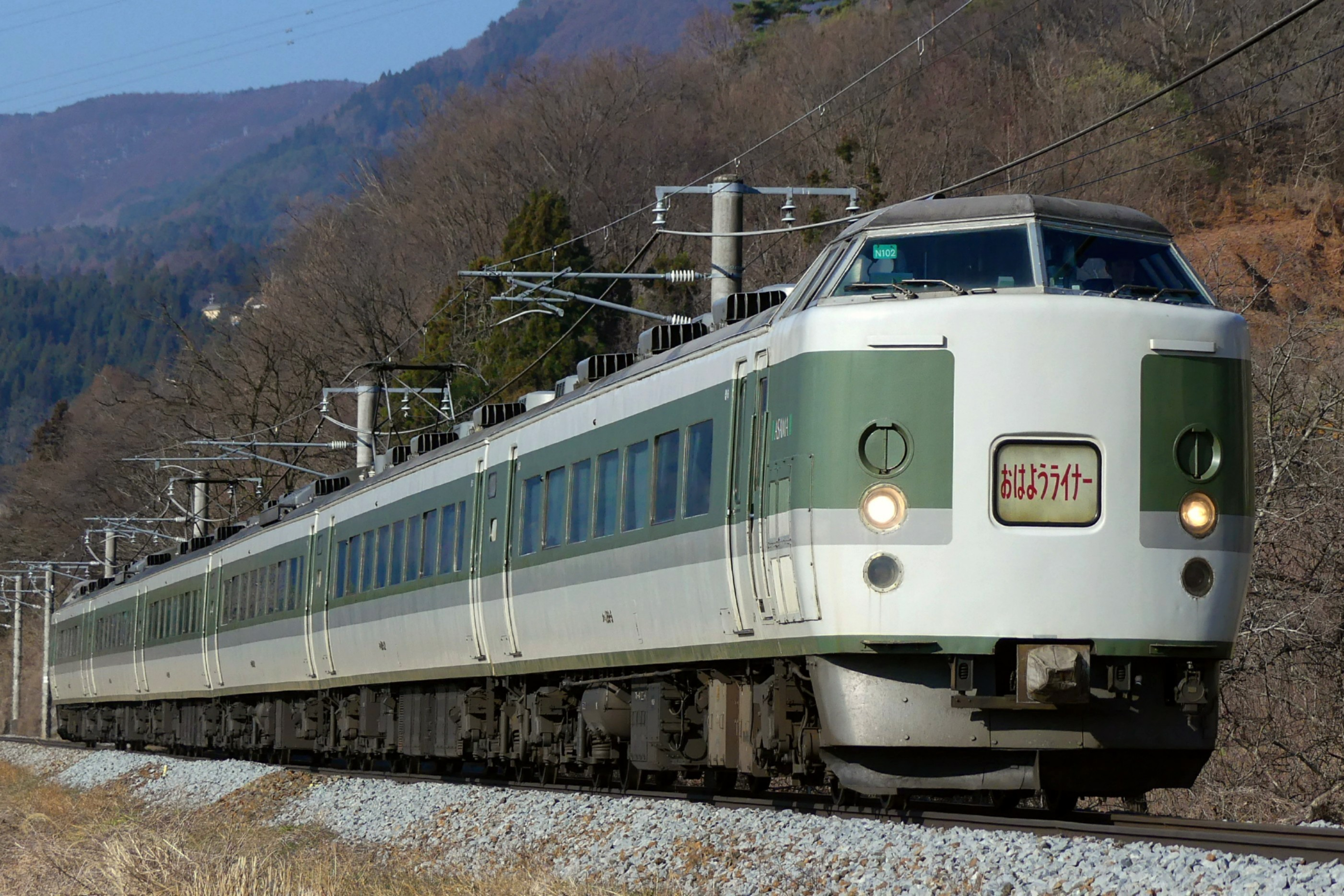
189系 あさま色
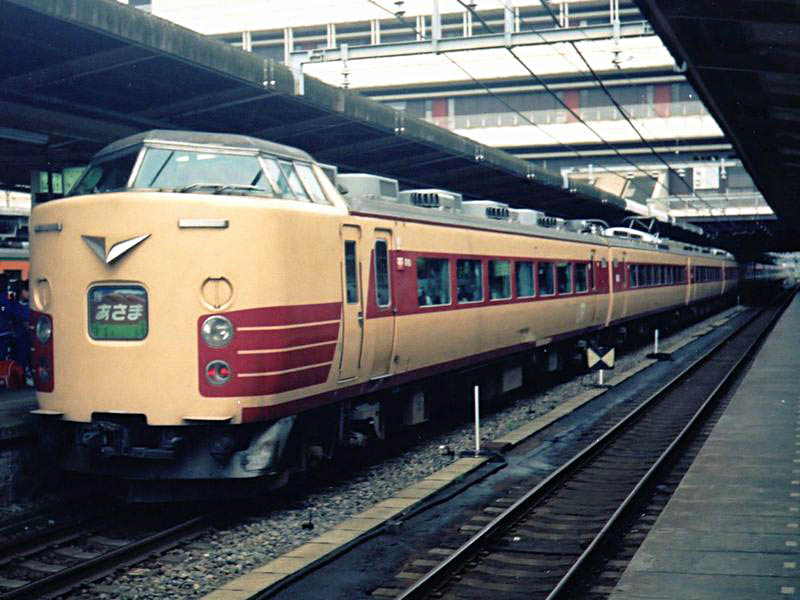
189系
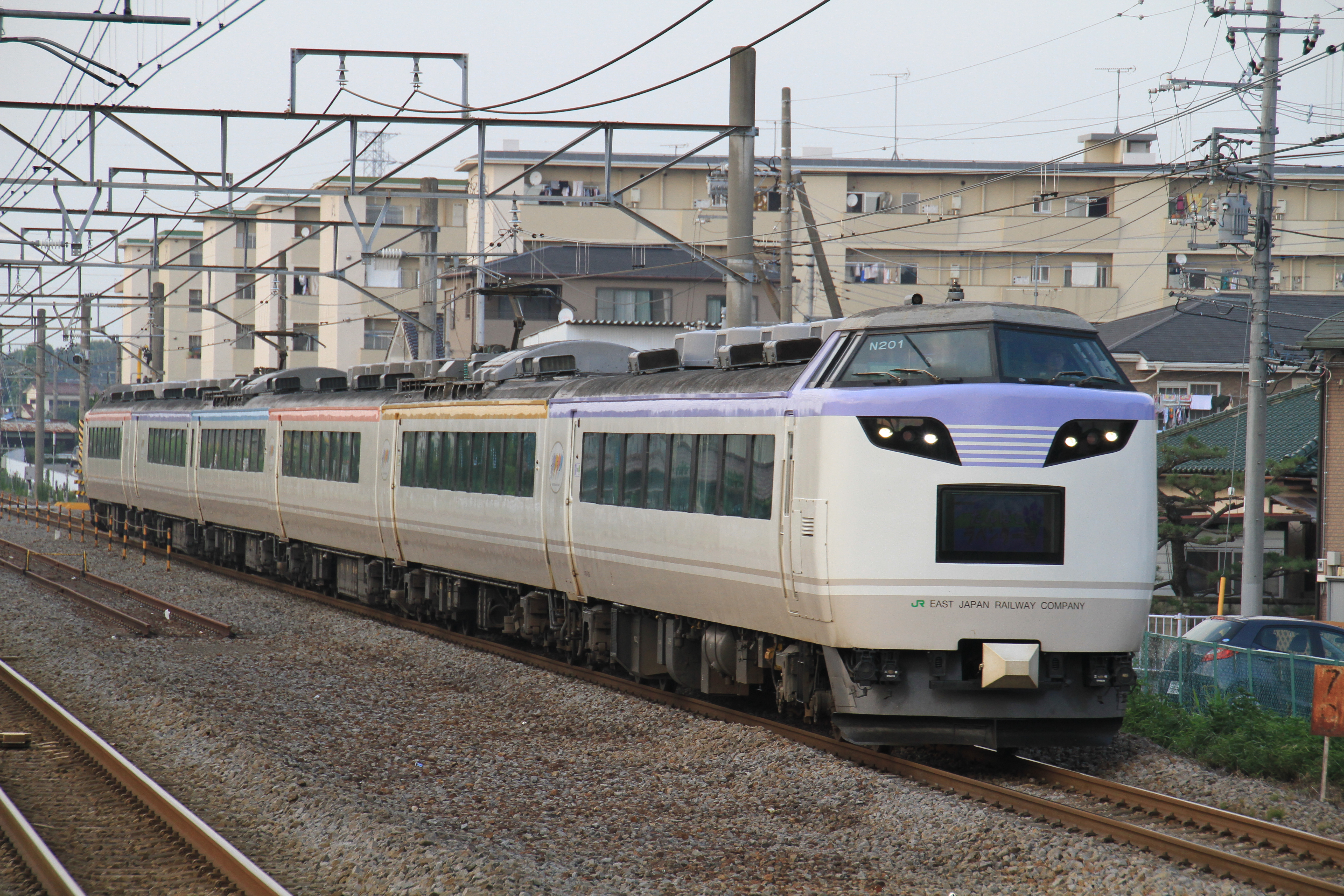
485系 彩
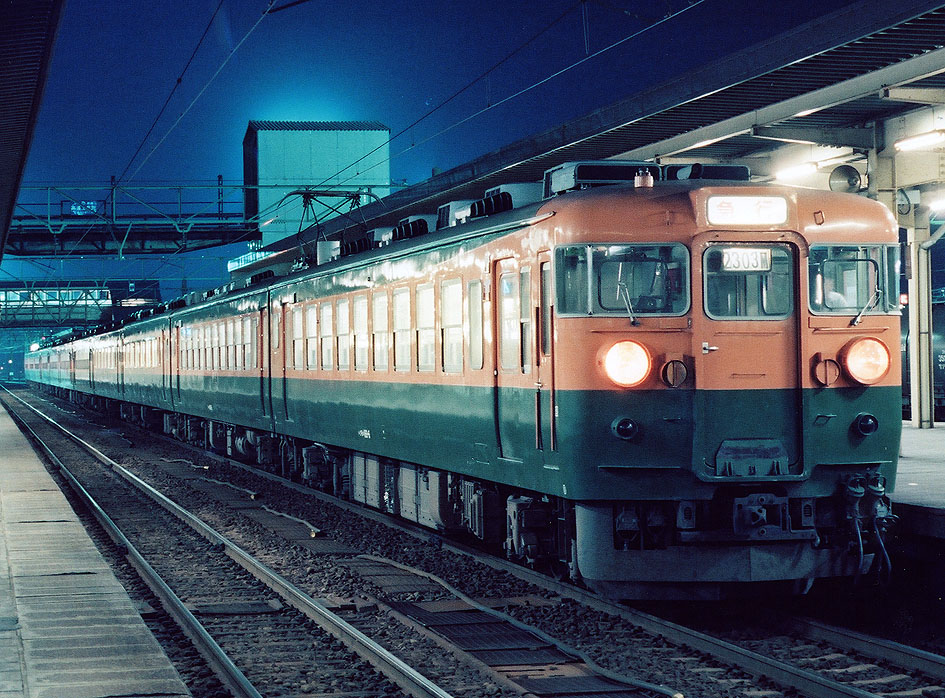
169系
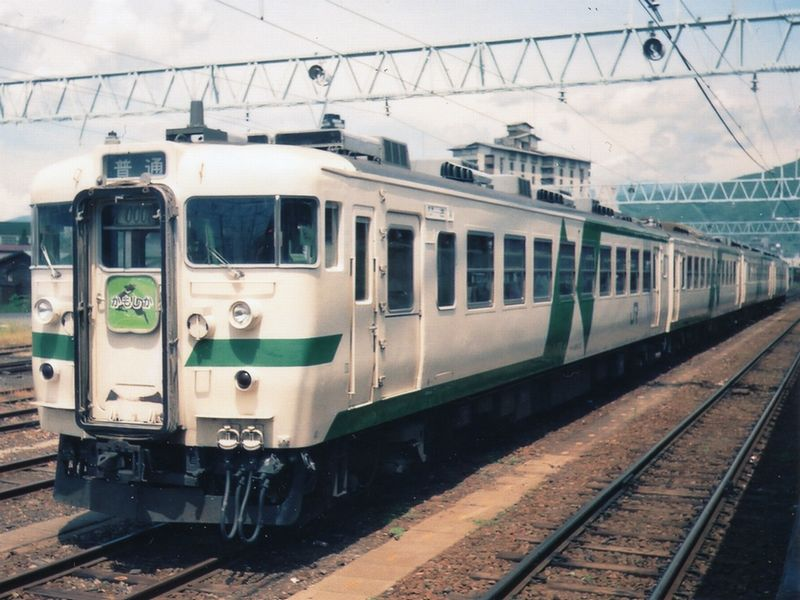
169系 かもしか色
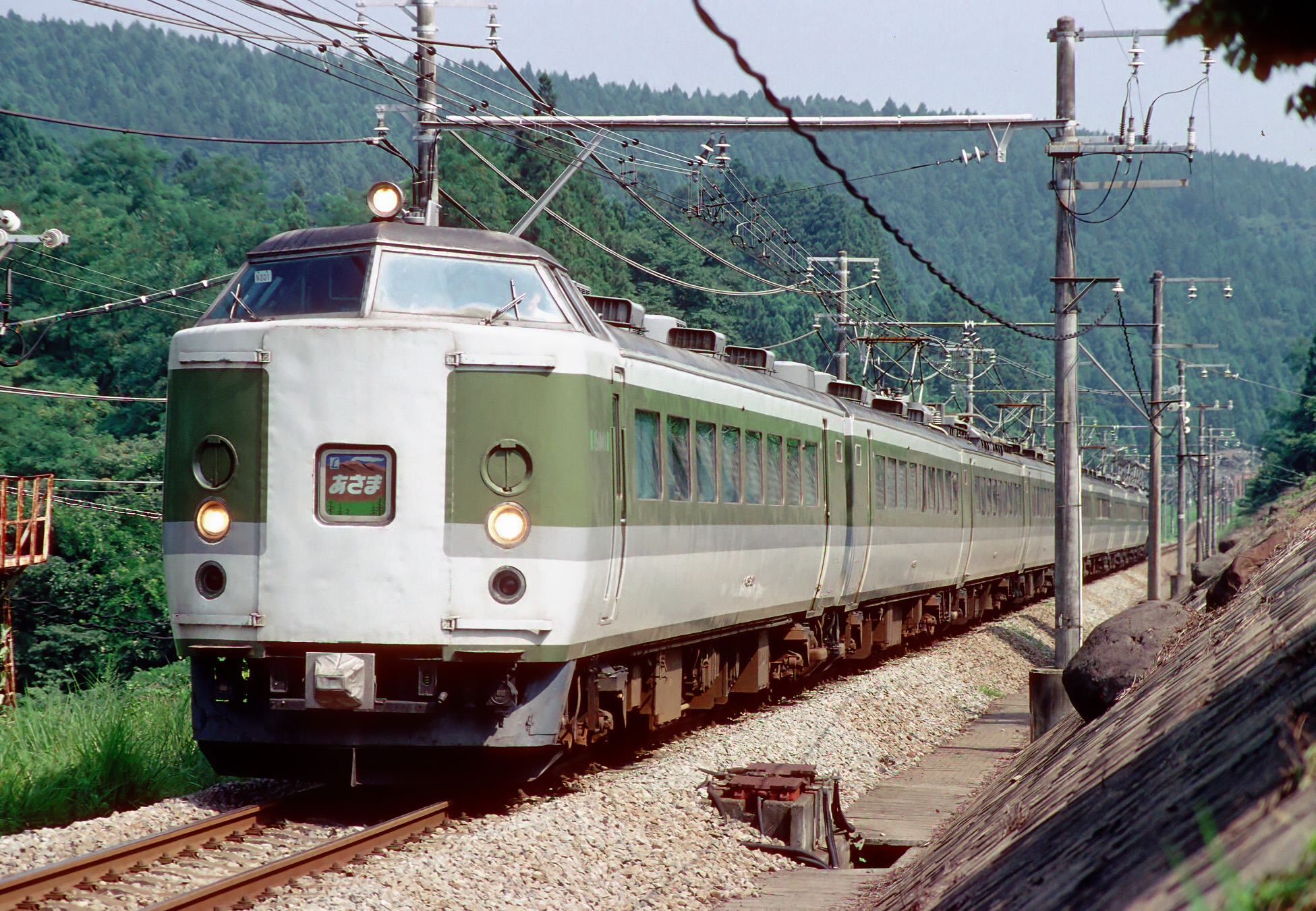
489系200番台
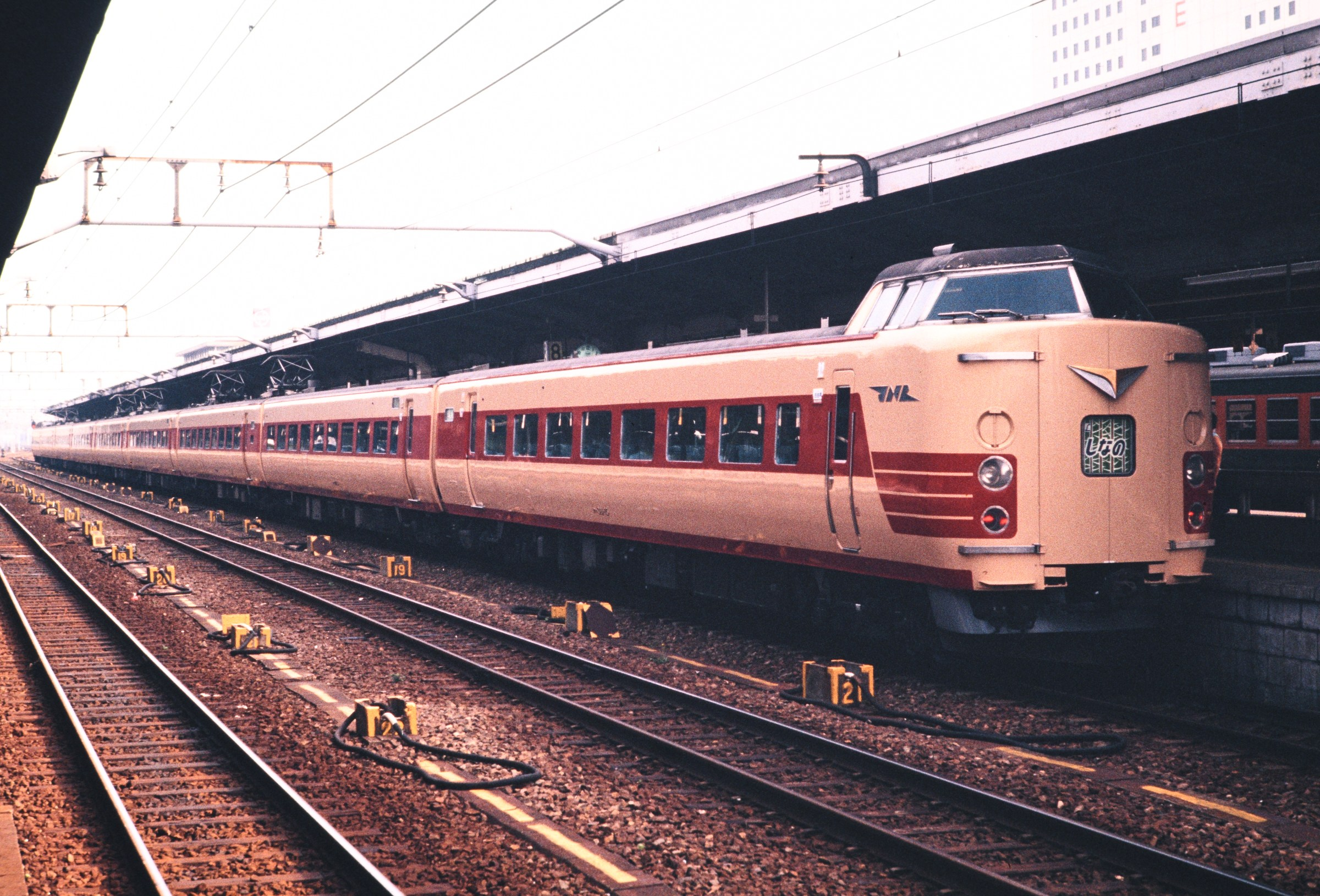
381系
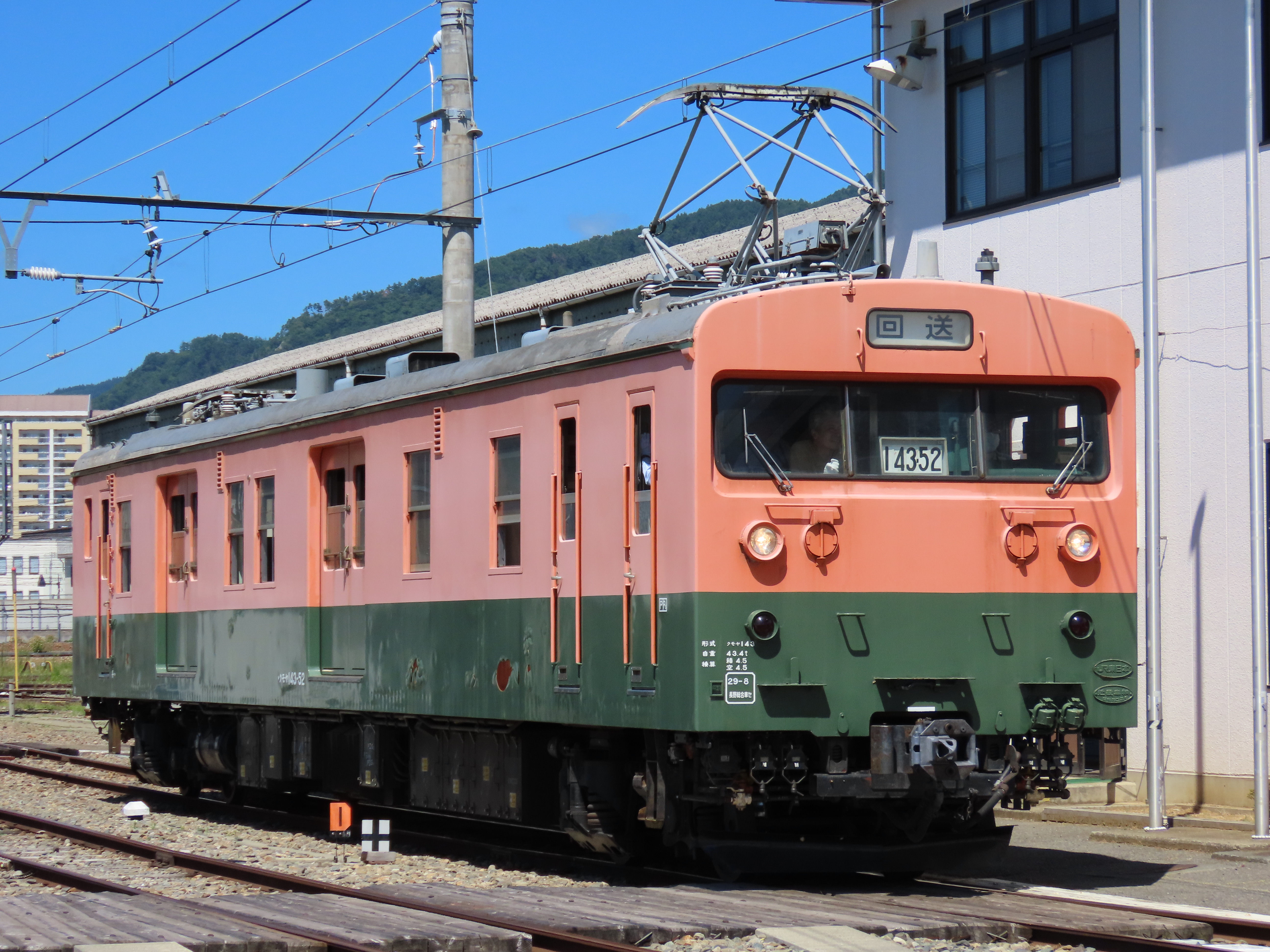
クモヤ143-52
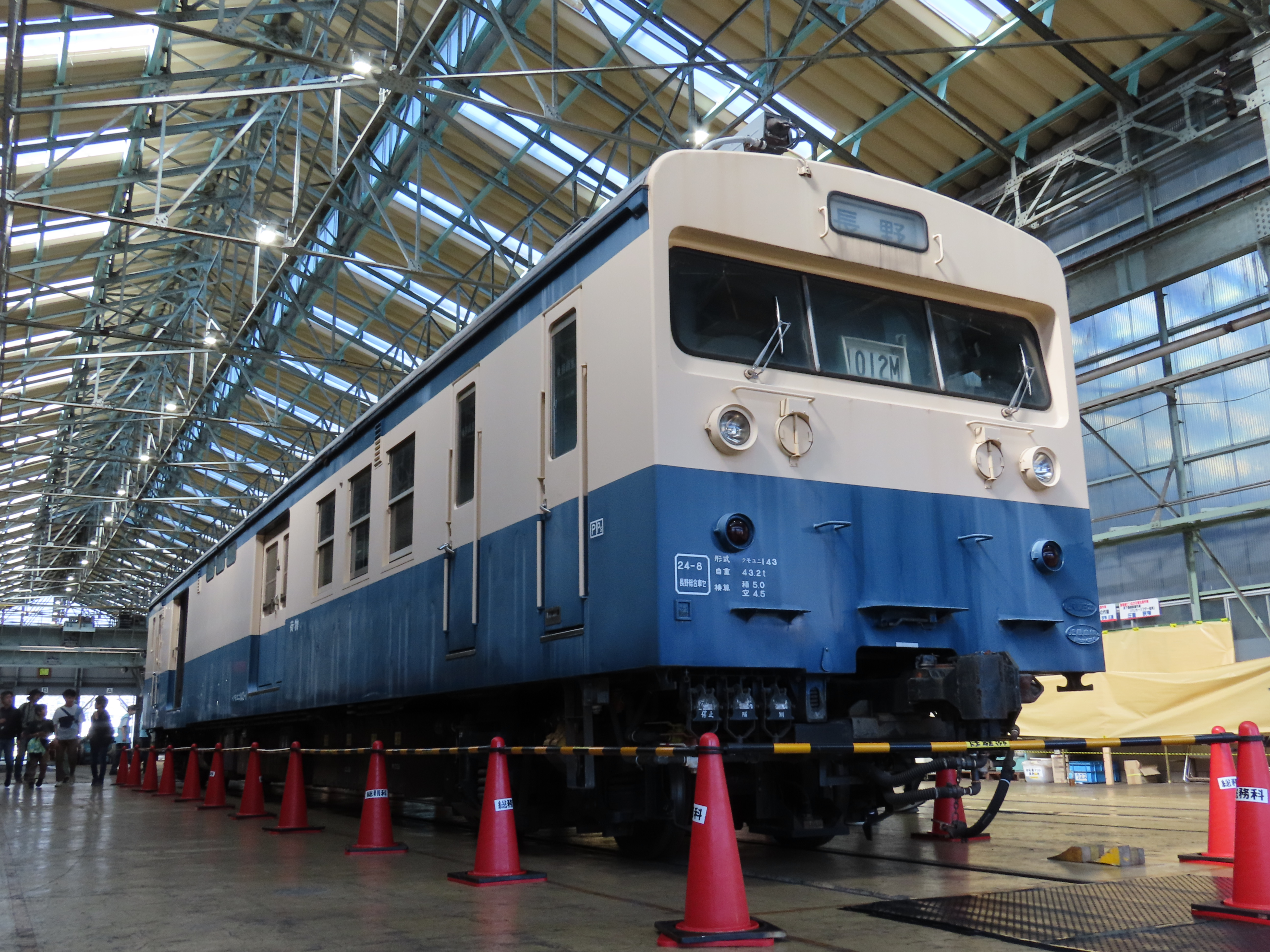
クモユニ143-1

#### 気動車
キハ58系
- 1997年にキハ110系に置き換えられるまで、飯山線で運用されていた。
- 塗色は、飯山線用の青と白を基本としたツートンカラーに、赤、橙色、黄色の三色の帯が斜めに入っていた。
- 運用終了後は廃車解体された。

キハ52形
- 1997年にキハ110系に置き換えられるまで、飯山線で運用されていた。
- 運用終了後は新津運輸区に転出し、米坂線や磐越西線など新潟支社管内で運用された。

#### 機関車
DD16形ディーゼル機関車
- 11号機が配置されていたが、車両の老朽化とキヤE195系やHB-E300系の台頭により2021年12月27日付で廃車となった。これにより、DD16形はJR東日本では廃形式となった。
- 主に小海線や飯山線などの非電化区間で臨時列車や工事臨時列車の牽引に充当された。

EF64形電気機関車
- 0番台のうち7次量産機の一部が落成配置されたがいずれも数年で篠ノ井機関区へ転出している。その後1987年の国鉄分割民営化により41と42が篠ノ井機関区より転入した。
- JR化後は主に長野支社管内の路線で運用され、2006年に41がぶどう色2号に塗色変更された。
- 42は2007年3月8日に、41は2008年7月2日に廃車された。

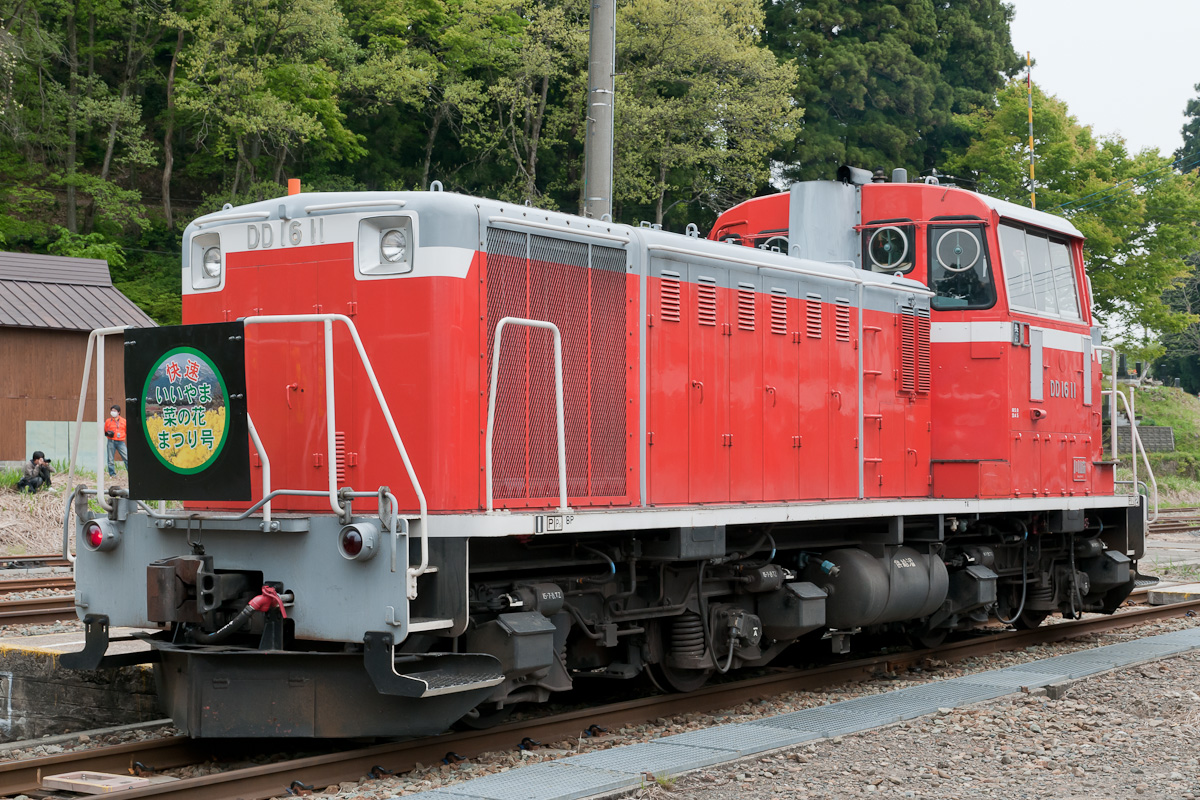
DD16 11
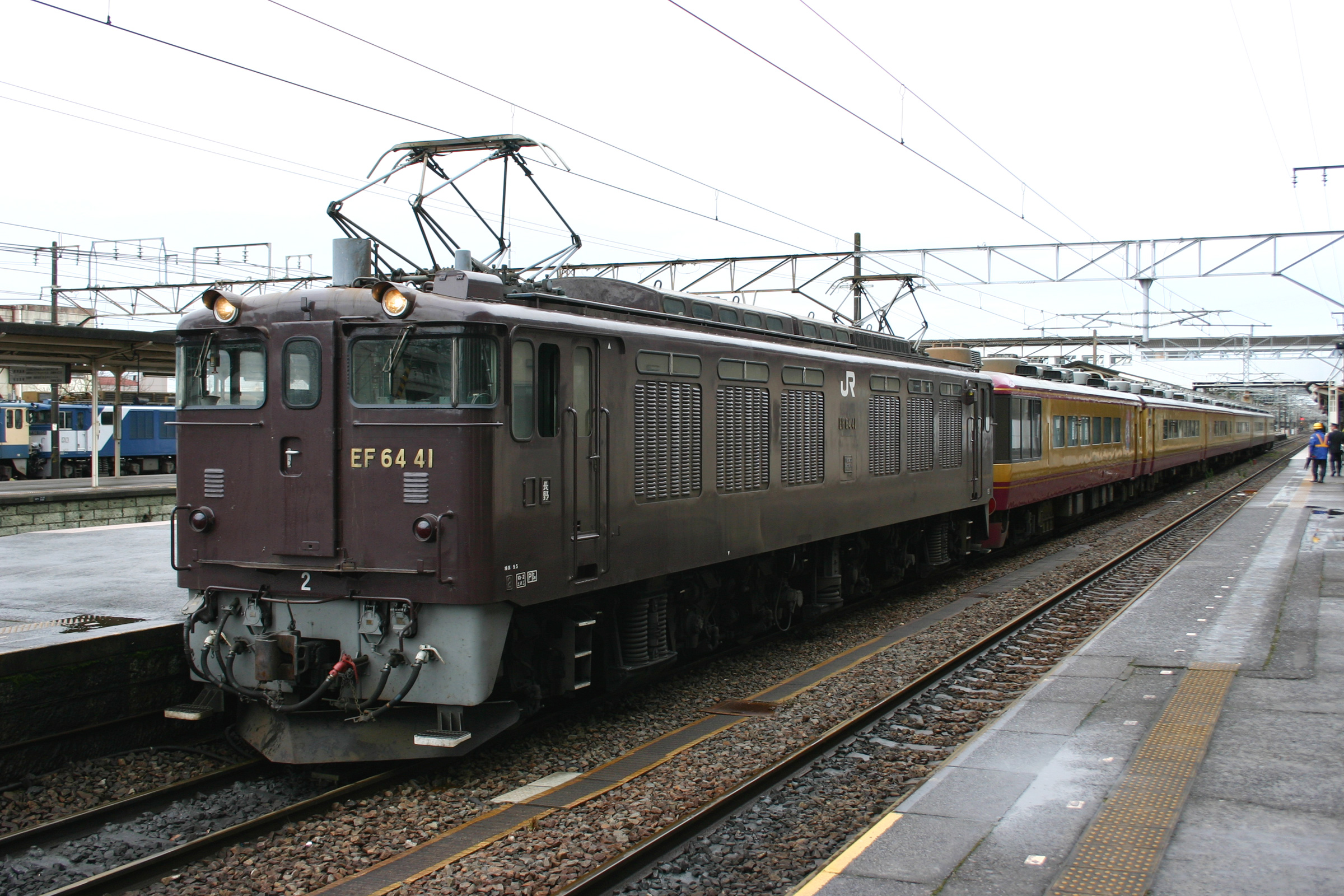
EF64 41

#### 客車
12系
- 波動用の座席車と、簡易お座敷車、そして正規お座敷列車のジョイフルトレイン「白樺」が配置されていた。
- 当センターの工場部門の前身である長野工場で、1983年に改造されたものである。
- 1995年に後継車として登場した14系「浪漫」に置き換えられ引退、1996年3月1日に廃車された。

14系
- 波動用の座席車と、お座敷列車のジョイフルトレイン「浪漫」が配置されていた。
- 当センターの前身である長野総合車両所で1995年に改造されたもので、両端車にガラス張りの展望室を備えた。
- 2007年に485系ジョイフルトレイン「彩」に置き換えられ引退、同年3月8日に廃車された。

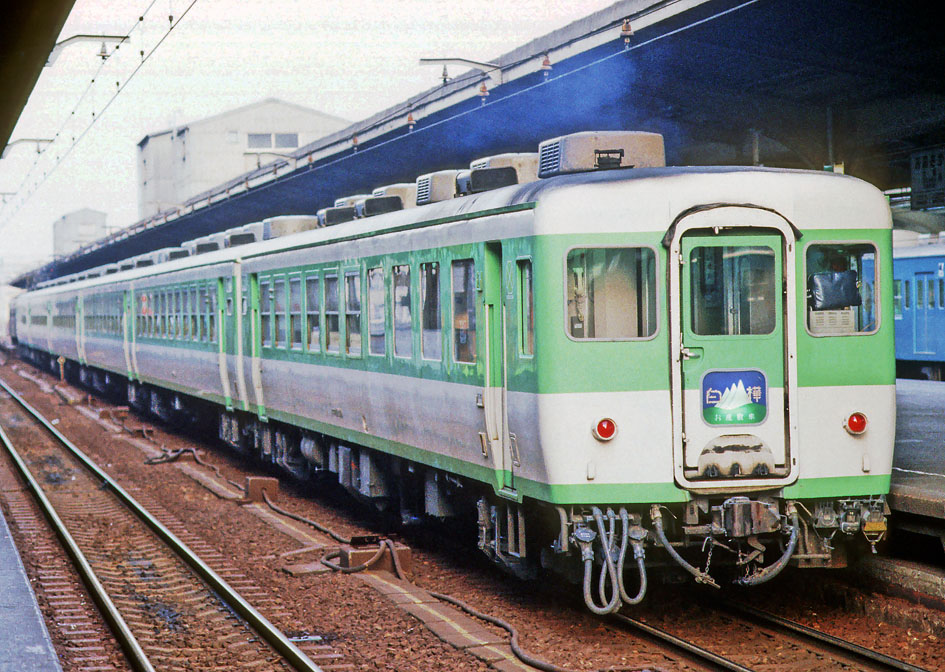
12系 白樺
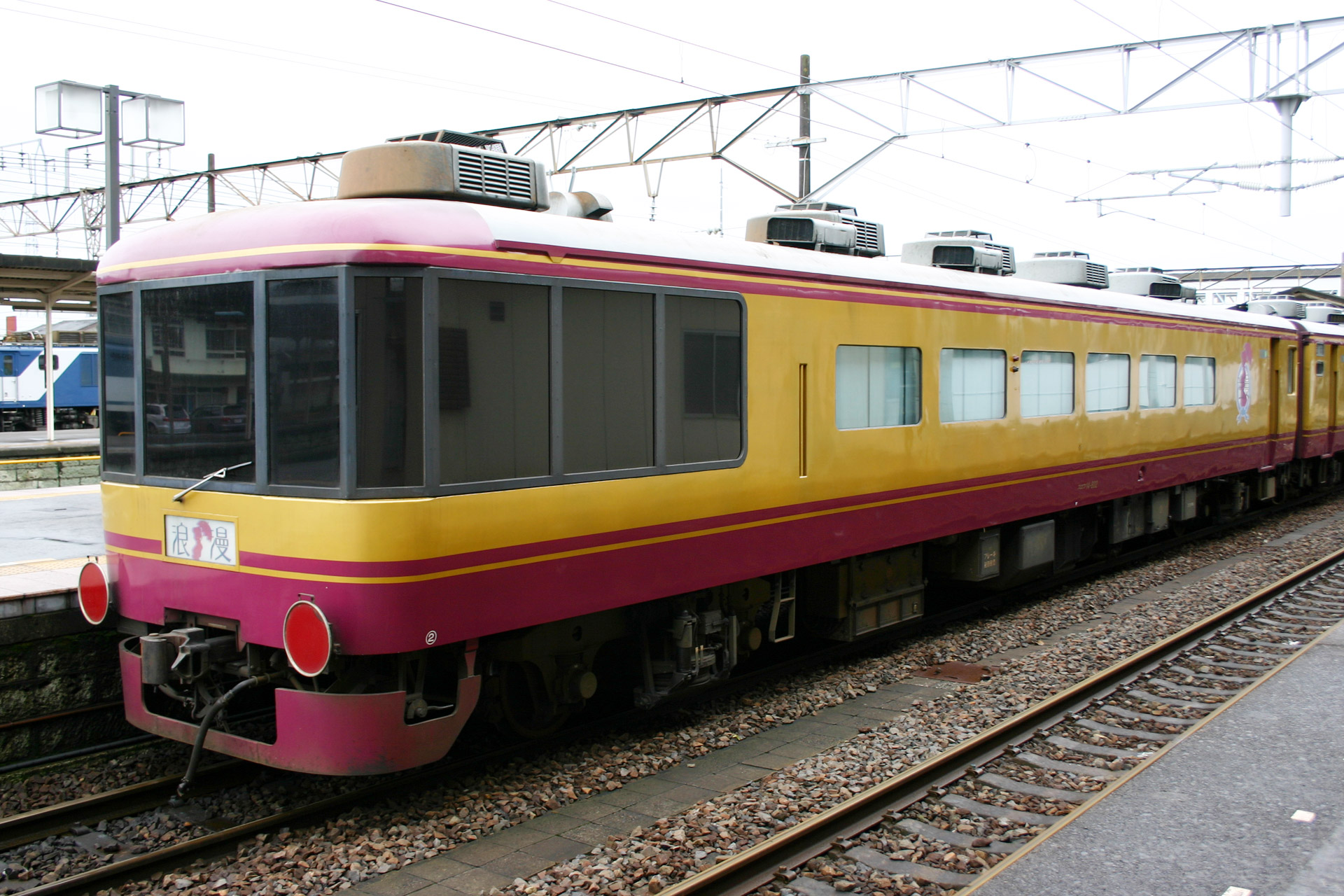
14系 浪漫

## 長野総合訓練センター

### 長野総合訓練センター訓練線
当センター南端に併設される長野総合訓練センターには、鉄道車両の運転技術をはじめ、事故処理、連結作業、緊急時の対応といった、乗務員に求められる技能を地上設備や車両を使用し実習するための施設が設けられている。
訓練線は、訓練用車両を留置するための基地線が3線、訓練走行をするための訓練線（電化済み）が東西に約300メートル敷設されている。東端には訓練用ホーム「あさま駅」が設置され、西端には「しなの駅」がそれぞれ設置されている。
訓練用機械には、京浜東北線で運用されていた209系電車の中間車（モハ208-40・モハ209-40）を先頭化改造した2両編成を使用し、他に車掌車と入換動車が使用されている。1991年に訓練車が配置されてから2019年に現行の車両になるまでは本線走行が可能な訓練専用の115系電車が3代にわたって使用されており、0番台のN00編成、300番台の2代目N00編成、1000番台のN15編成と推移している。
- 長野総合訓練センター
- 元209系訓練用機械

| 編成   | クモハ115形 | モハ114形 | クハ115形 | 前配置区所             | 使用年          |
| ------ | ----------- | --------- | --------- | ---------------------- | --------------- |
| N00    | 1           | 1※        | 611       | 新前橋電車区           | 1991年 - 2002年 |
| N00(2) | 326         | 362       | 392       | 松本運転所・小山電車区 | 2002年 - 2007年 |
| N15    | 1074        | 1180      | 1222      | 長野総合車両センター   | 2007年 - 2019年 |

- ※：車両番号はモヤ114-1

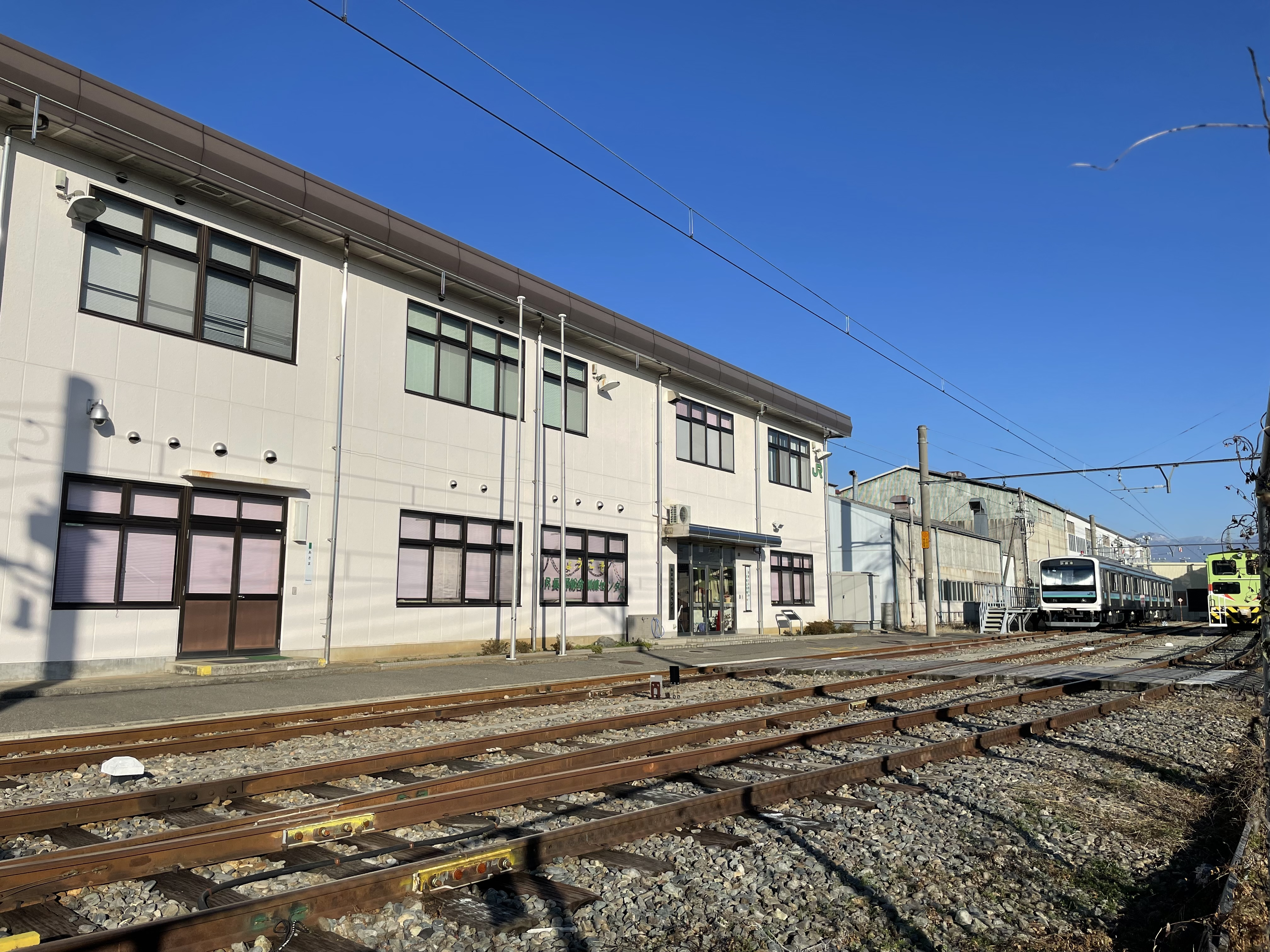
長野総合訓練センター
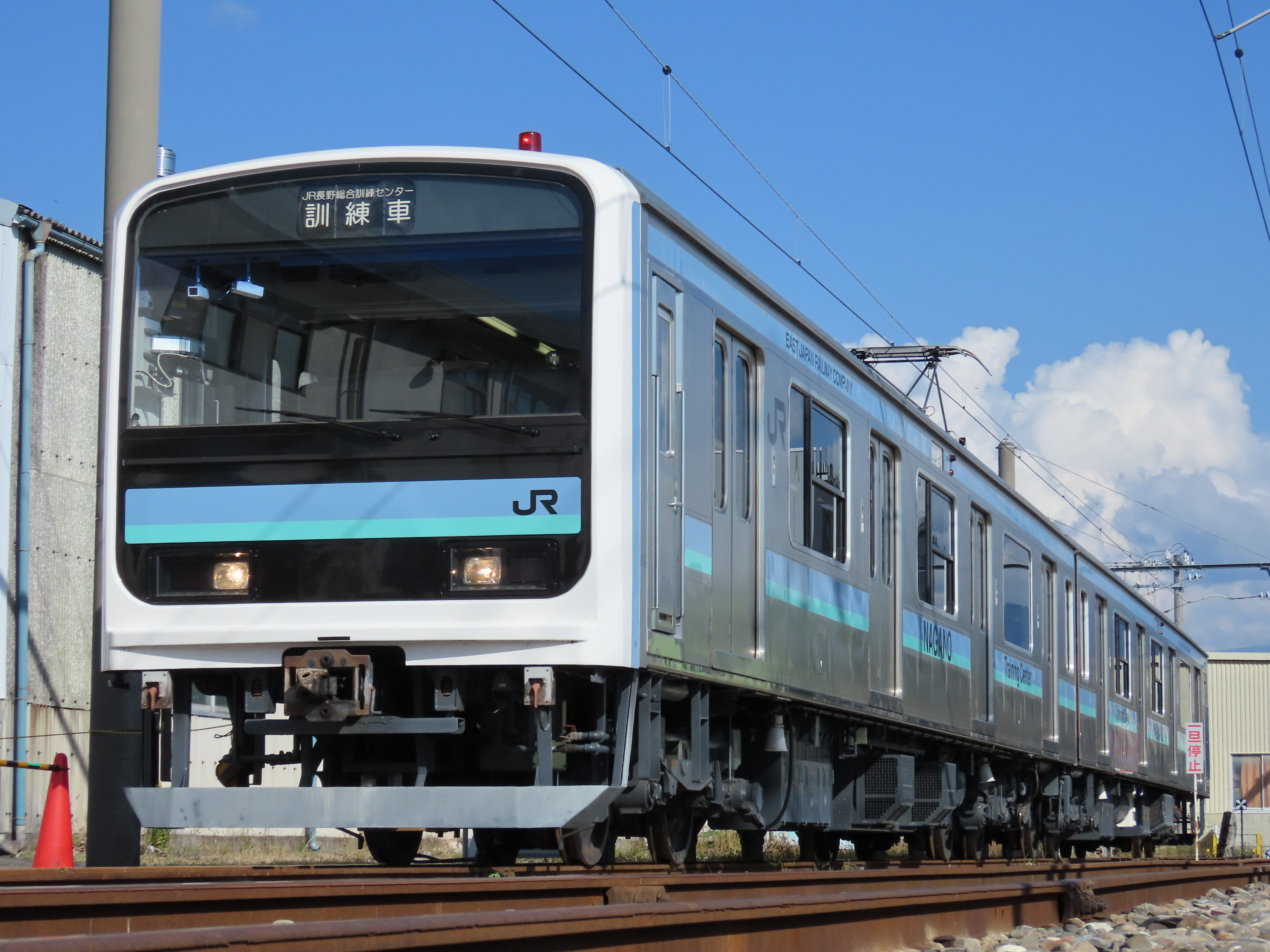
元209系訓練用機械

- N00編成（初代）のうちモヤ114-1は元モハ114-801、クハ115-611は元サハ115-1である。

### 長野スキルアップセンター
ここでは実際の鉄道車両を搭載機器の可動部を直接見ることができるように改造したものを教材として設置しており、主に車両部品や機器を取り扱う作業員への教育に使用される。
- 車両は京葉線で運用されていたクハ204-118を廃車後、長野色に塗装変更したものを使用。
- ドア稼働部は京葉線で運用されていたサハ209-556を解体後、稼働可能な状態に復元したものを使用。
- このほか検査担当車両の各種機器や廃車発生品などが教材として収蔵されている。

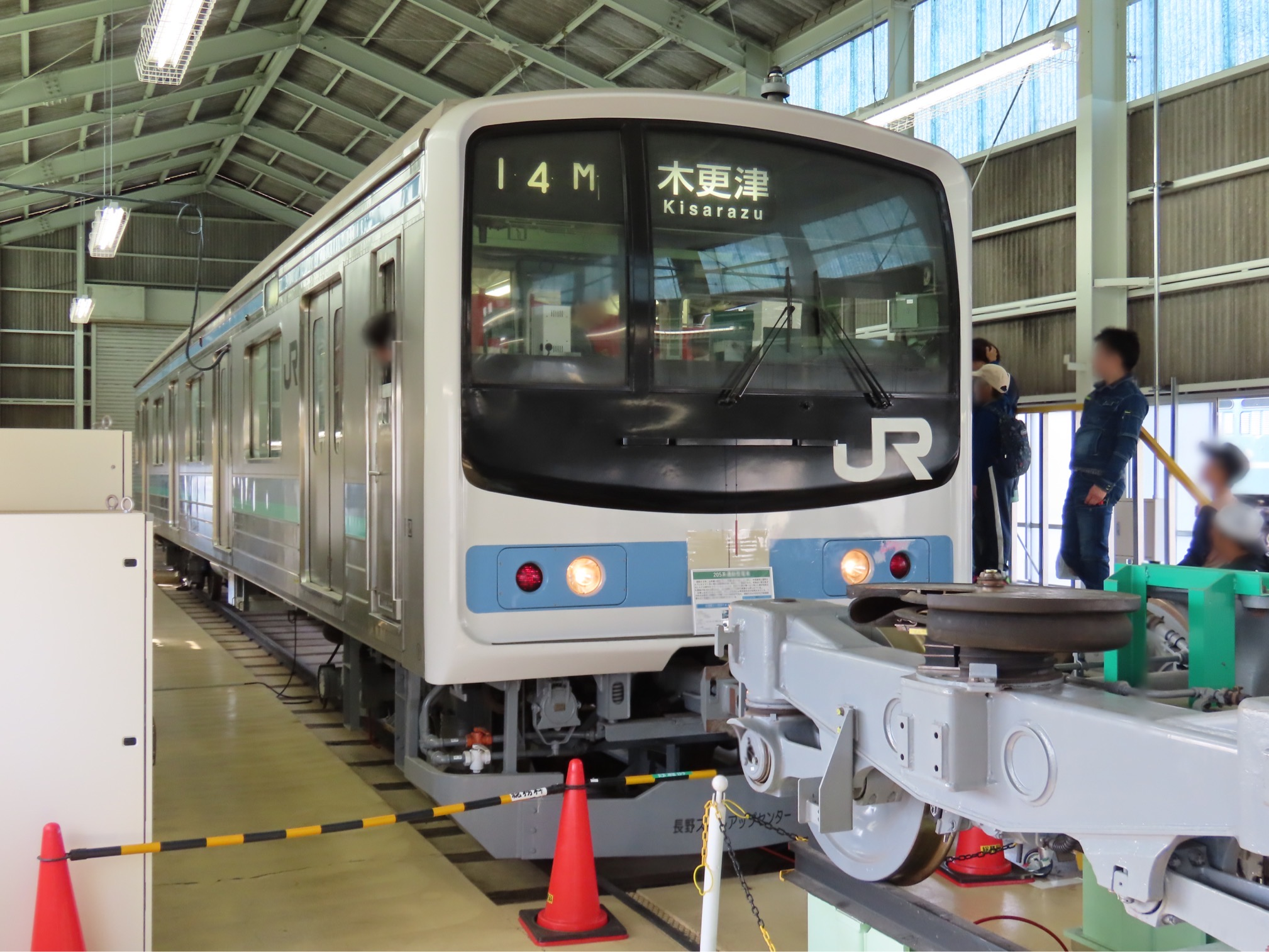
クハ204-118
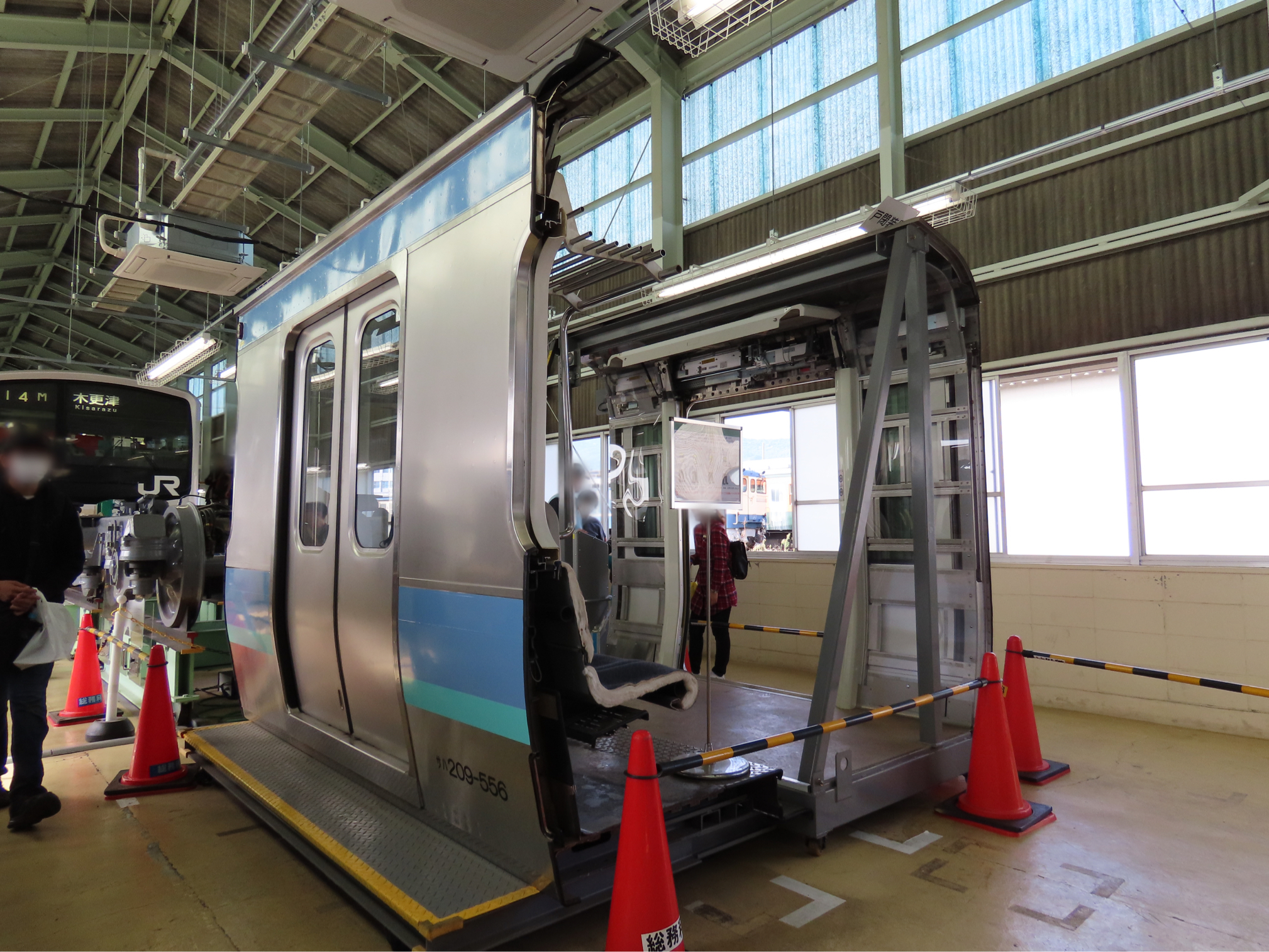
サハ209-556ドア稼働部

## 保存車
当センターでは博物館等での保存が見込まれる車両や余剰となった車両を屋外留置線で保管している。下記は2025年現在、確認されている車両である。
屋外留置される車両は通常時をはじめ、一般公開の際も非公開となっている。

### 屋外留置されている車両
EF64 1001・1053（廃車）
- ぐんま車両センターに所属していたが、1001は2025年4月10日に、1053は同年5月15日に除籍された[37]。

DE10 1704（廃車）
- ぐんま車両センターに所属していたが、2025年4月10日に除籍された[37]。

EF65 1102・1103・1104・1105（廃車）
- 上記のいずれも尾久車両センターに所属していた。1104は2023年4月4日に、1102･1103･1105は2025年5月9日に除籍された[37][38]。
- 1104は2021年8月、1105は2022年2月に当センターへ回送された。

クロ253-1（廃車）
- Ne-01編成の制御車（グリーン車）で、2010年7月にNe-09編成と共に長野総合車両センターへ回送された。当初は鉄道博物館で展示するという話があったが、実現せず、2025年8月現在でも塗装が激しく劣化した状態で屋外に放置されている。

クモユニ143-1（廃車）
- 2019年10月まで当センターにて配置されていた。
- 主に当センターから長野駅までの職員輸送と構内の車両入れ換えで運用された。

クハ189-510・9（廃車）
- 落成から2019年の除籍まで当センターの生え抜きだった189系N102編成の両先頭車。

DD16 11（廃車）
マニ50-2241（廃車）
ホキ1774、ホキ1875、ホキ1862（廃車）
・尾久車両センターに配置されていた。2025年5月に当センターへ回送された。

### 静態保存されている車両
D51 486
- - #その他エピソードを参照

クハ111-249（カットモデル）
- - スキルアップセンター北側にて保存されている。車体色は「新長野色」で、一般公開時には運転室が開放される。

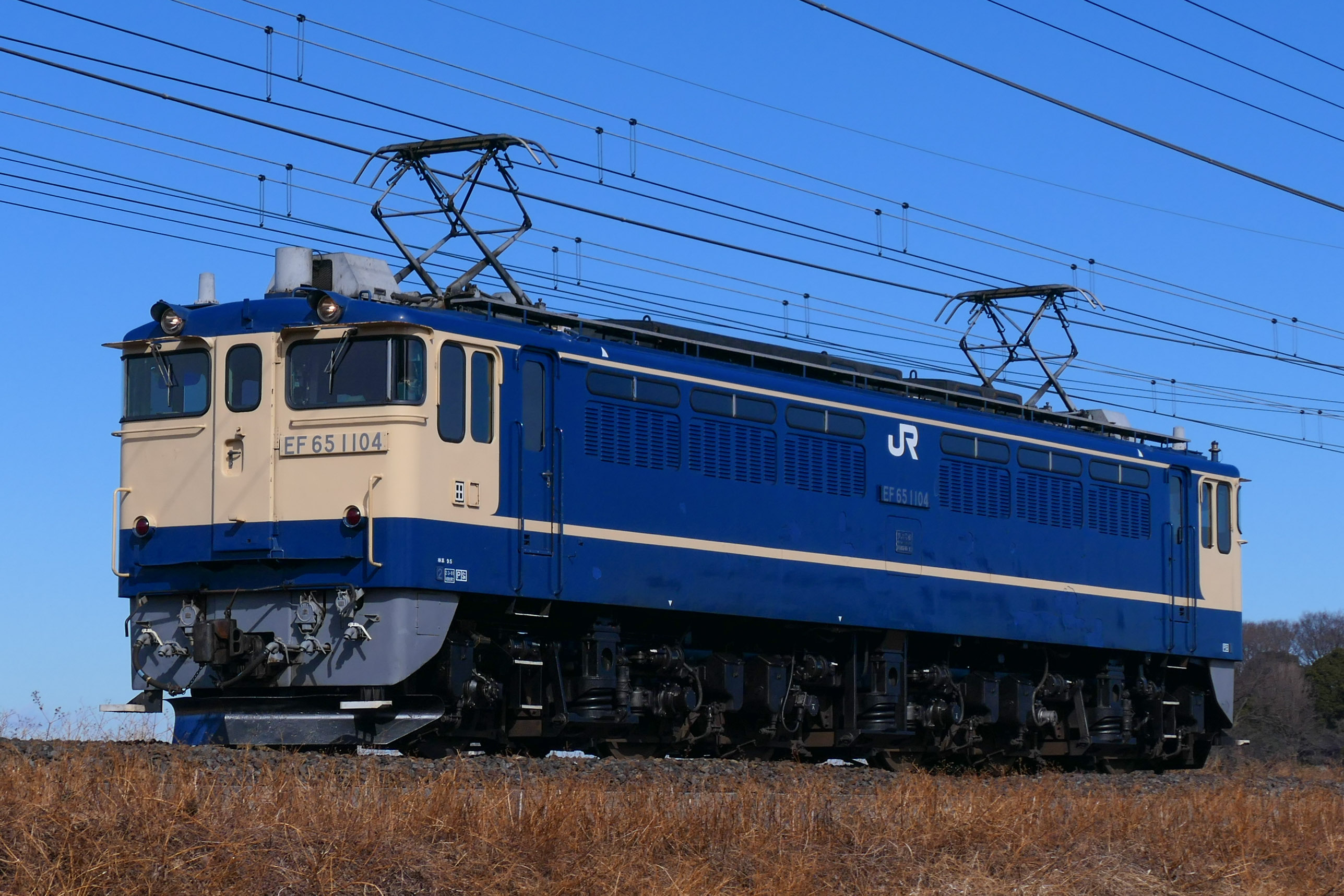
EF65 1104
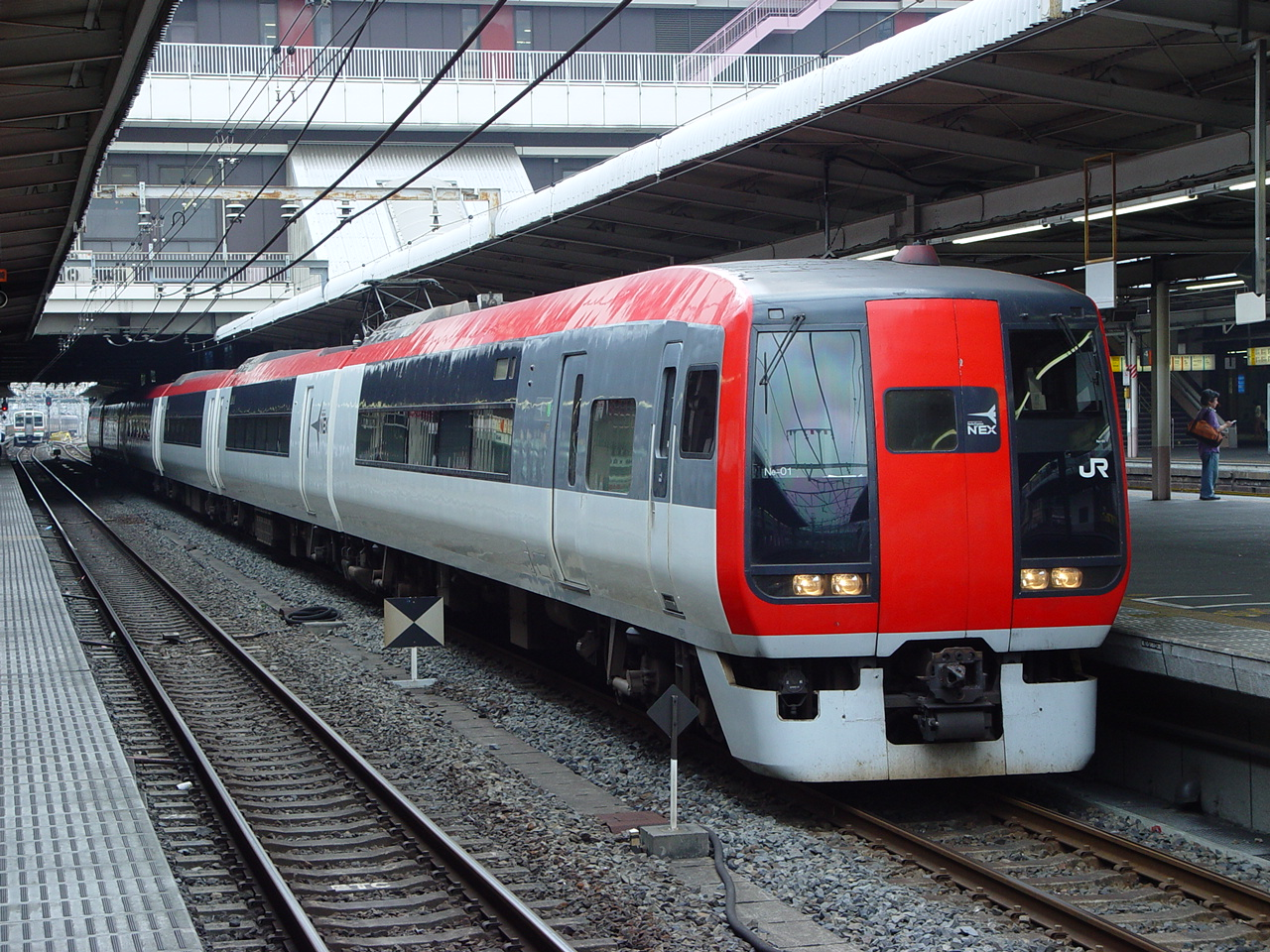
253系Ne-01編成
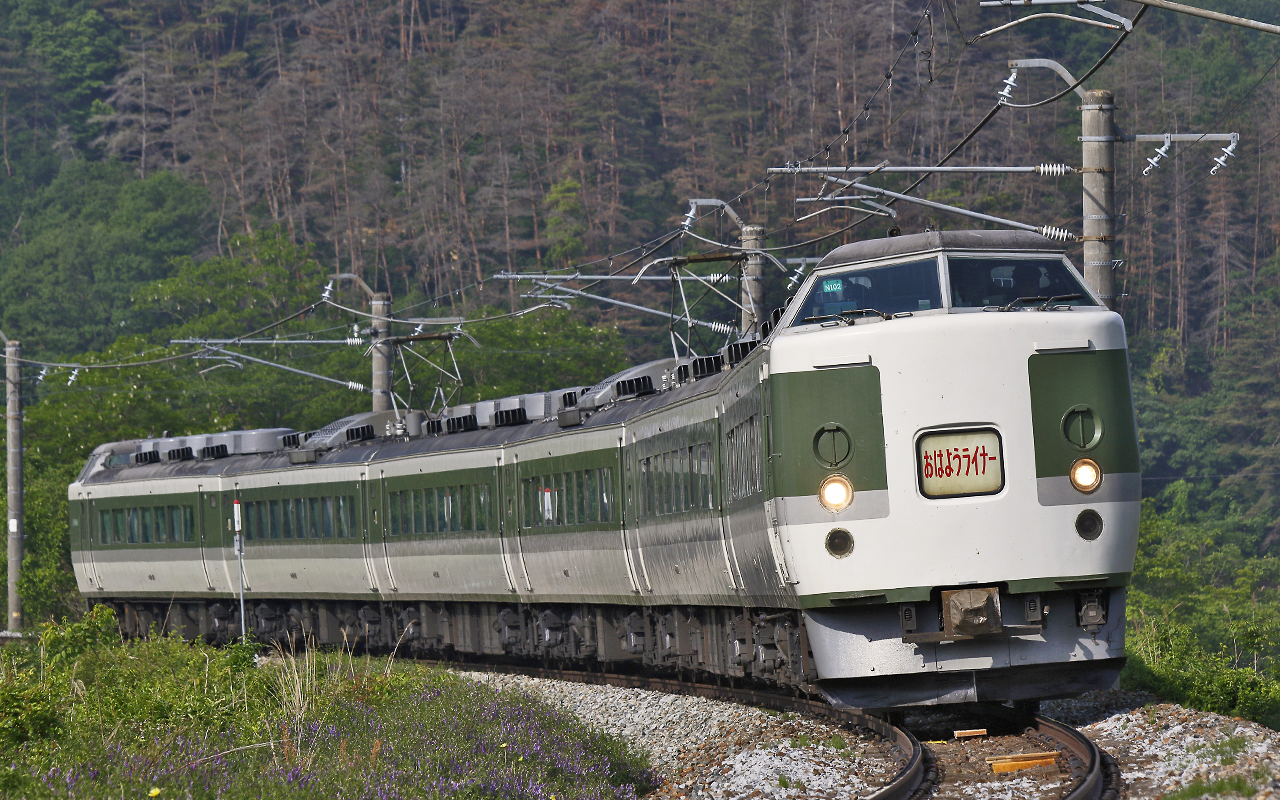
189系N102編成
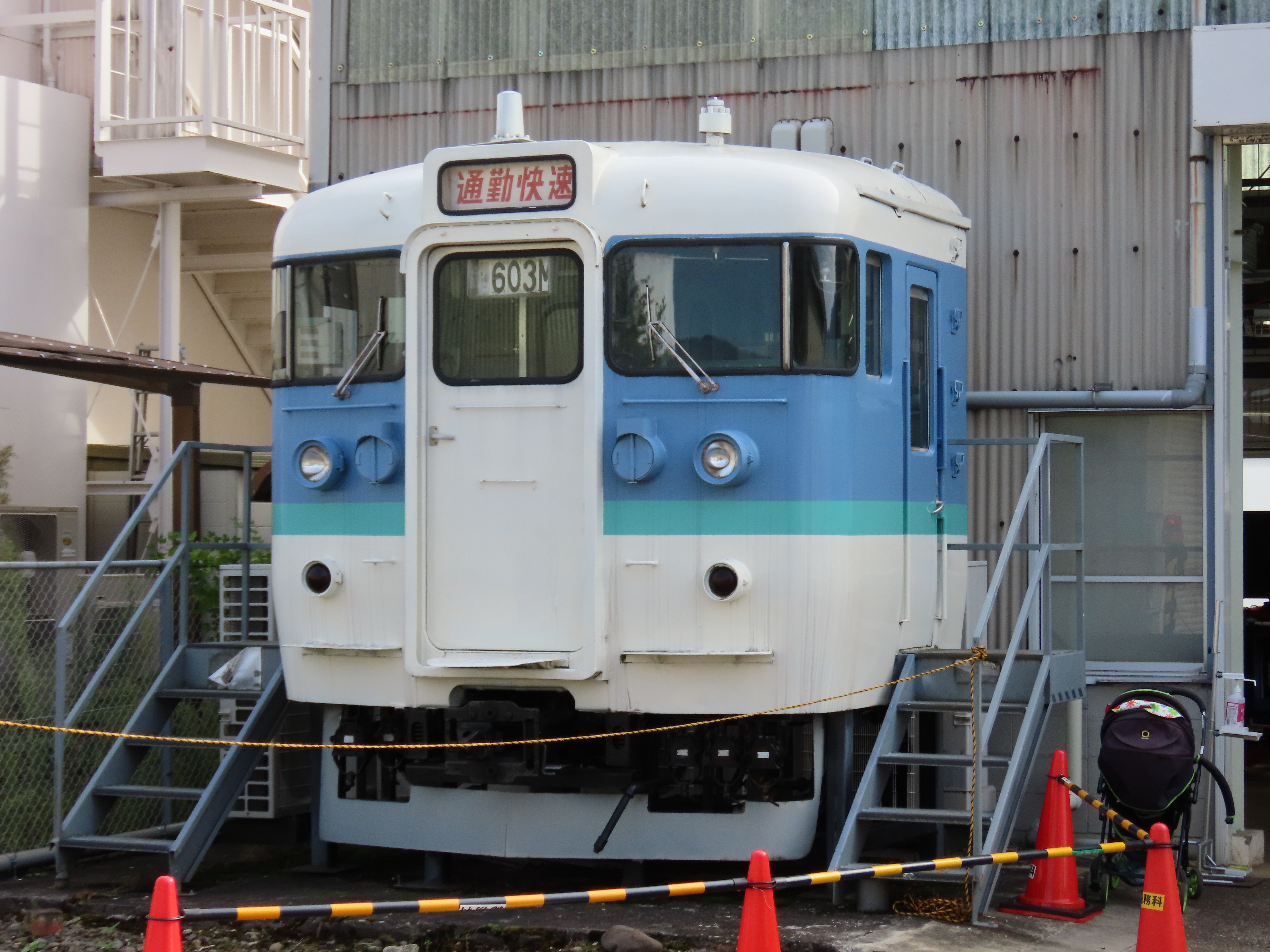
クハ111-249
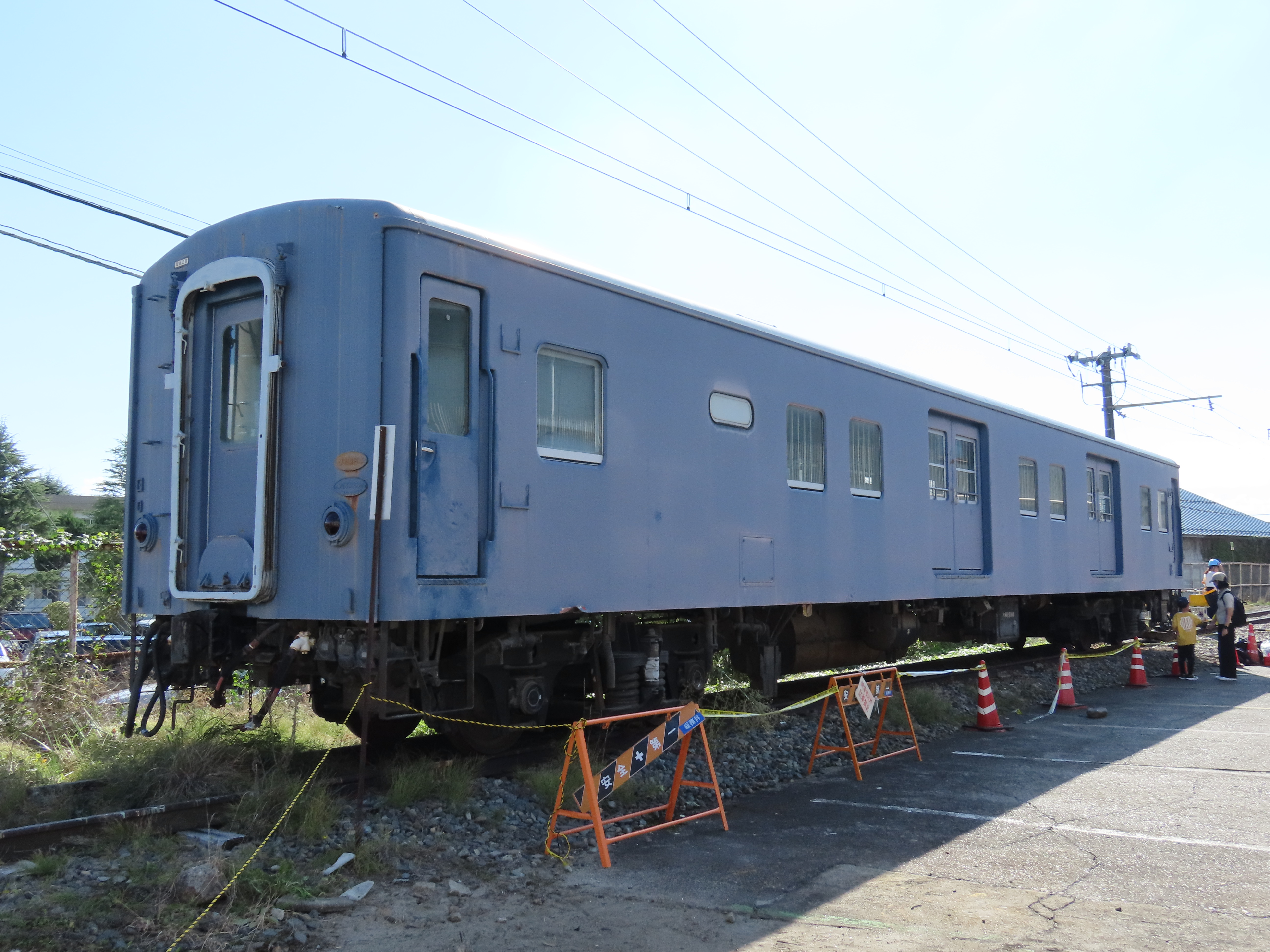
マニ50-2241

### 過去に屋外留置されていた車両（特記事項ないものは解体済み）
- モハ188・189 - 32・40
  - N102編成の中間車4両。
- クモヤ143-8・9
- ED62 1
- EF62 3
- EF63 15・19
- DD16 1・302
- ED60 1（移設展示）
  - 1986年より40年近く保管されてきたが、2024年12月に再整備され青梅鉄道公園へ陸送された。
- クモハ115-1030（移設展示）
  - 高崎車両センターに配置されていた。
  - T1040編成の制御電動車で2018年3月16日をもって引退し、同年6月に当センターへ回送された。前面の方向幕は埋められている。
  - 青梅鉄道公園へ譲渡されるため2025年1月17日付けで除籍され[39]、スカ色に再塗装されて同年6月に陸送された。

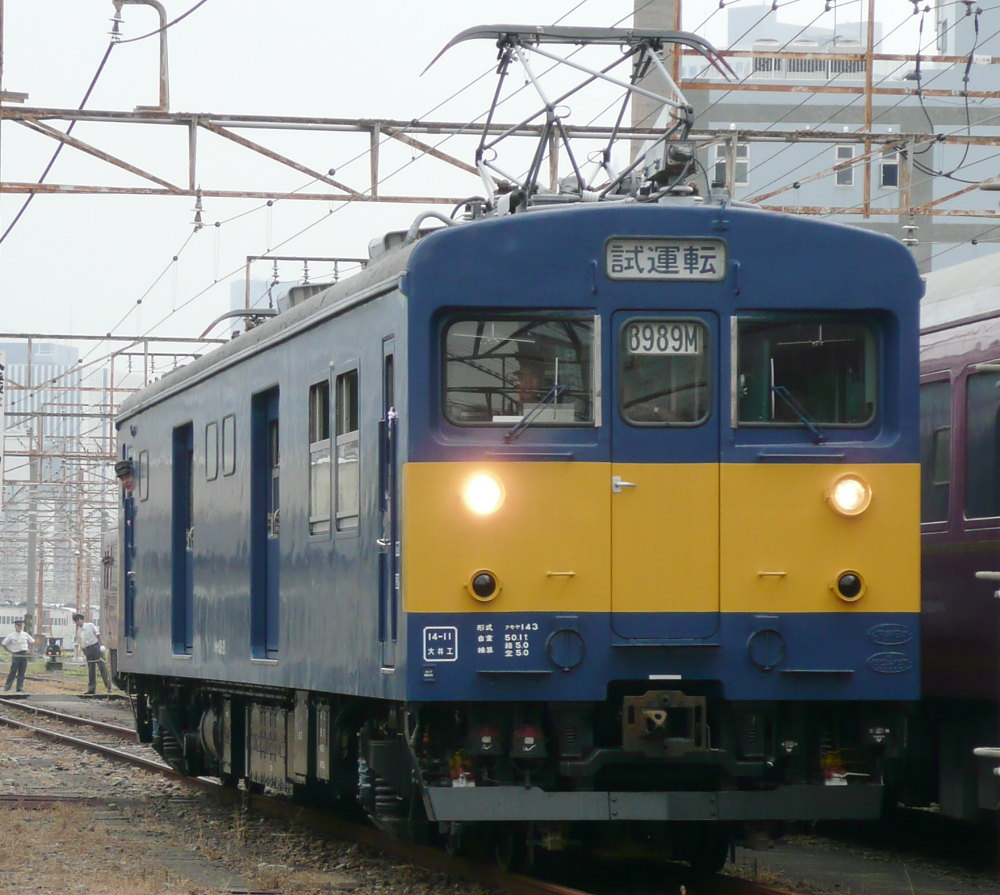
クモヤ143-9
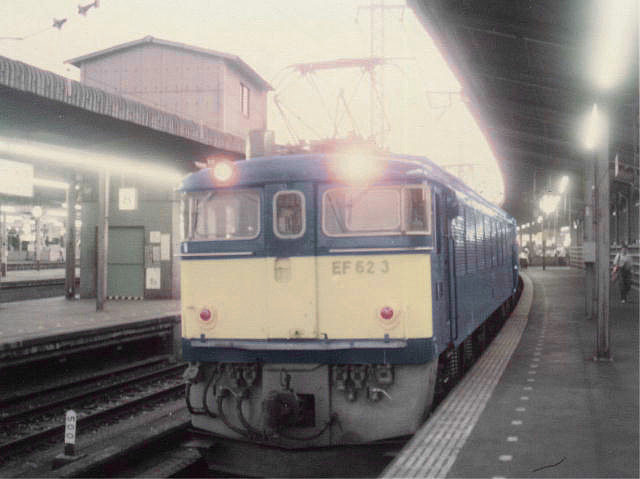
EF62 3
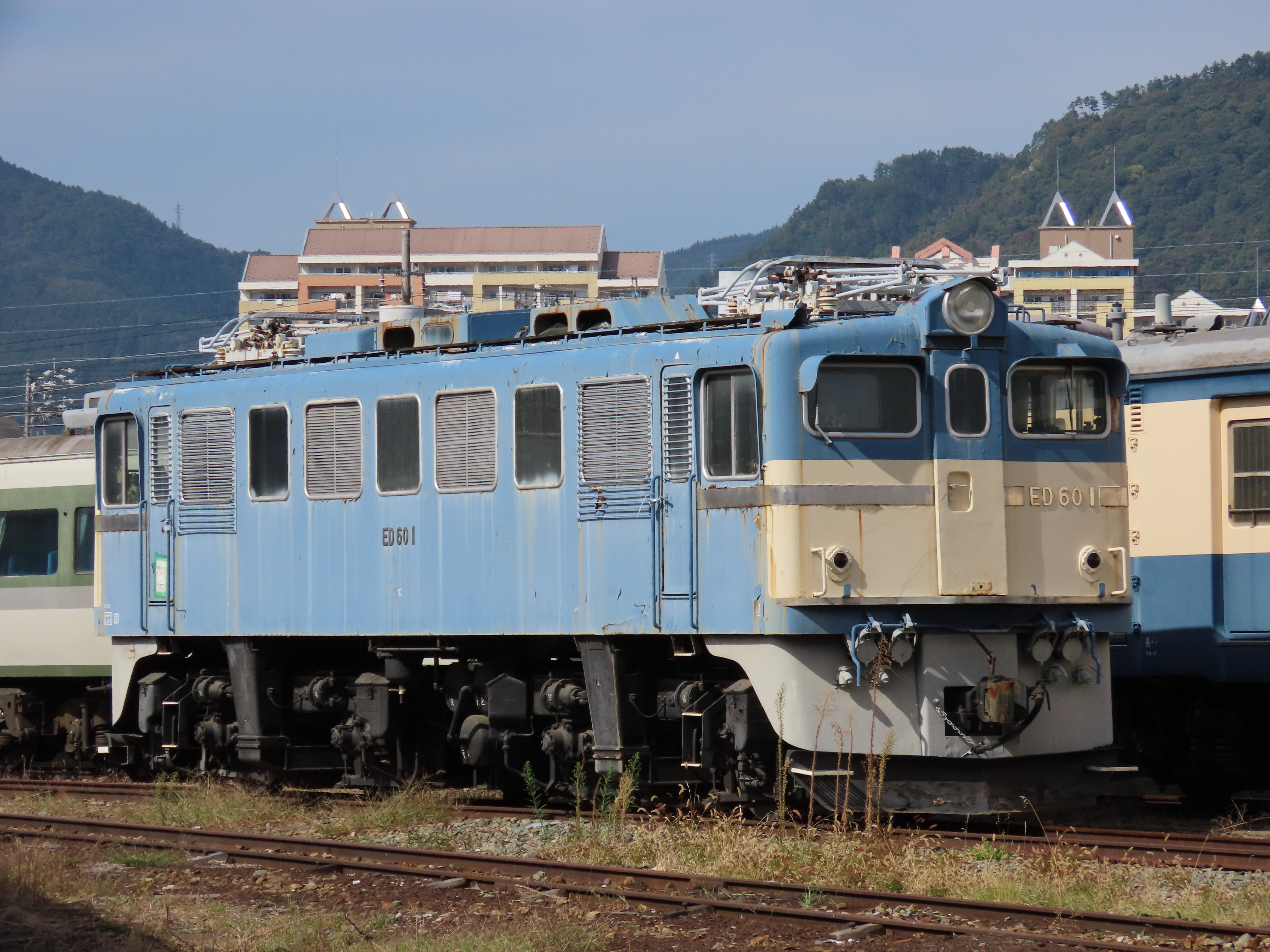
ED60 1
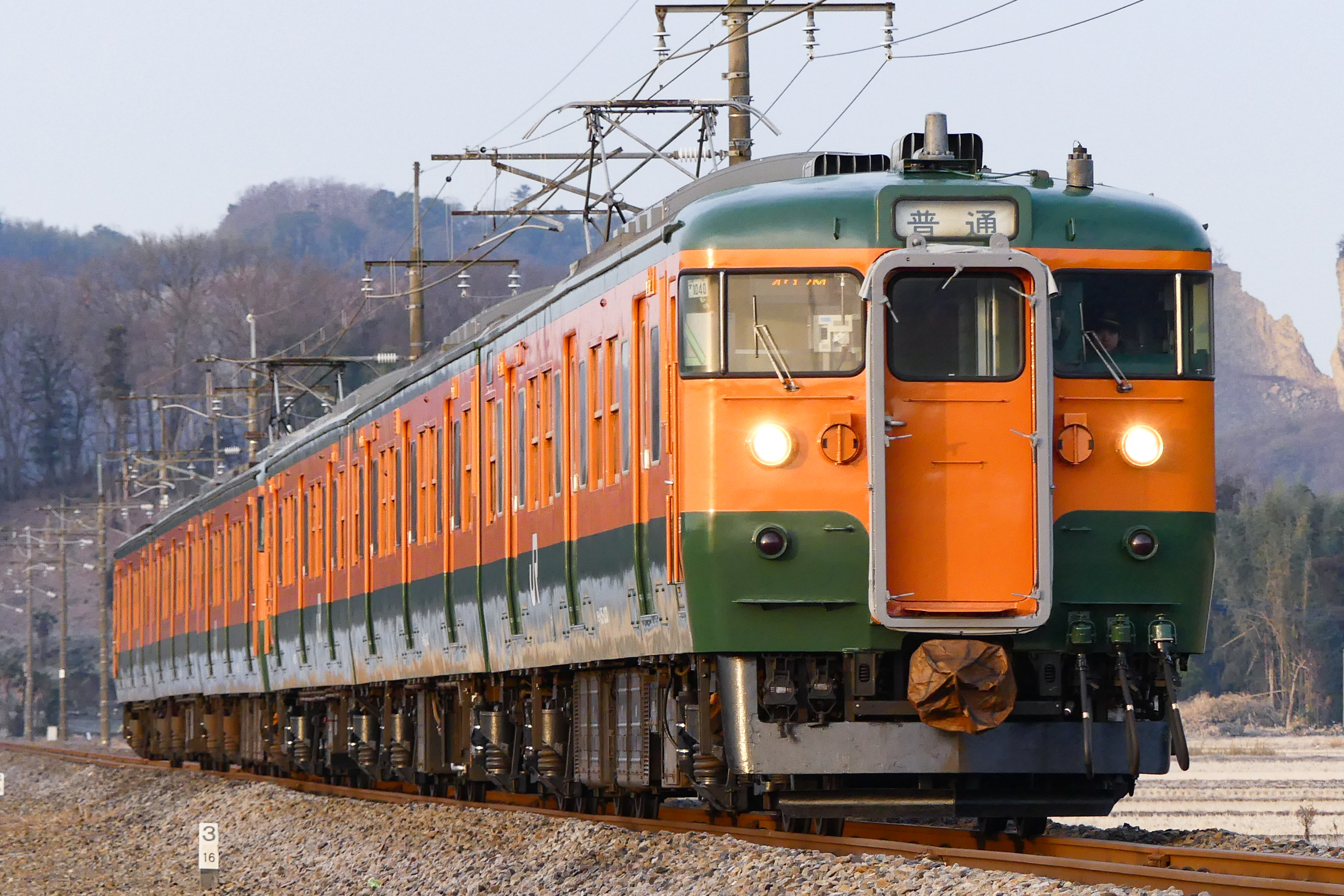
115系T1040編成

## 一般公開
毎年（2020年から2022年を除いた）10月上旬に「JR長野鉄道フェスタ」（旧 「長野総合車両センターふれあいまつり」）を開催してセンター内を一般公開している。
2019年開催時の主な内容
- 車両展示（交検庫・修繕庫・工場棟）
- 電車床下探検隊（クモヤ143-52を展示）
- 工場・訓練センター公開
- 運転シミュレーション体験
- トラバーサー乗車体験
- 鉄道グッズ・部品販売
- Nゲージ鉄道模型展示
- 記念弁当（限定100個販売）

また、開催に伴って専用駐車場の用意や長野駅から同センター近隣のJR貨物北長野貨物基地まで30分間隔で無料シャトルバスを運行した。

## その他エピソード

### 文化財
当センター内には周知の埋蔵文化財包蔵地として、南側には平林城址と記した石碑が立ち、国鉄車両基地遺跡、西和田遺跡がある。

### 配置車両以外の車両留置
当センターでは配置車両の入出区や検査入場以外に篠ノ井線・信越本線等で運用される松本車両センター所属のE353系電車・E127系電車のほか、「しなの」で運用される東海旅客鉄道神領車両区所属の383系電車が乗り入れている。このほか臨時運用では、首都圏からの団体臨時列車に使用された車両や「あずさ」で運用されるE257系電車がある。

### 蒸気機関車の検査
梅小路蒸気機関車館開設当初、保存蒸気機関車の整備は当センターの前身の一つである長野工場で行っており、多くの車両は最後の全般検査を長野工場で受けている。また、C51形239号機の外装復元も行なっている。その後、現役蒸気機関車の全廃に伴って長野工場での整備を終了し、営業継続機関車については鷹取工場に引き継がれた。鷹取工場の閉鎖後は梅小路運転区で整備が行われている。

### 回送線
2015年3月14日に北陸新幹線が金沢駅まで延伸したことに伴い、信越本線（長野駅 - 直江津駅間）が経営分離されたが、長野駅から当センターまでを連絡する回送線は経営分離後のしなの鉄道北しなの線とは別に敷設されているため、経営分離の影響は受けていない。

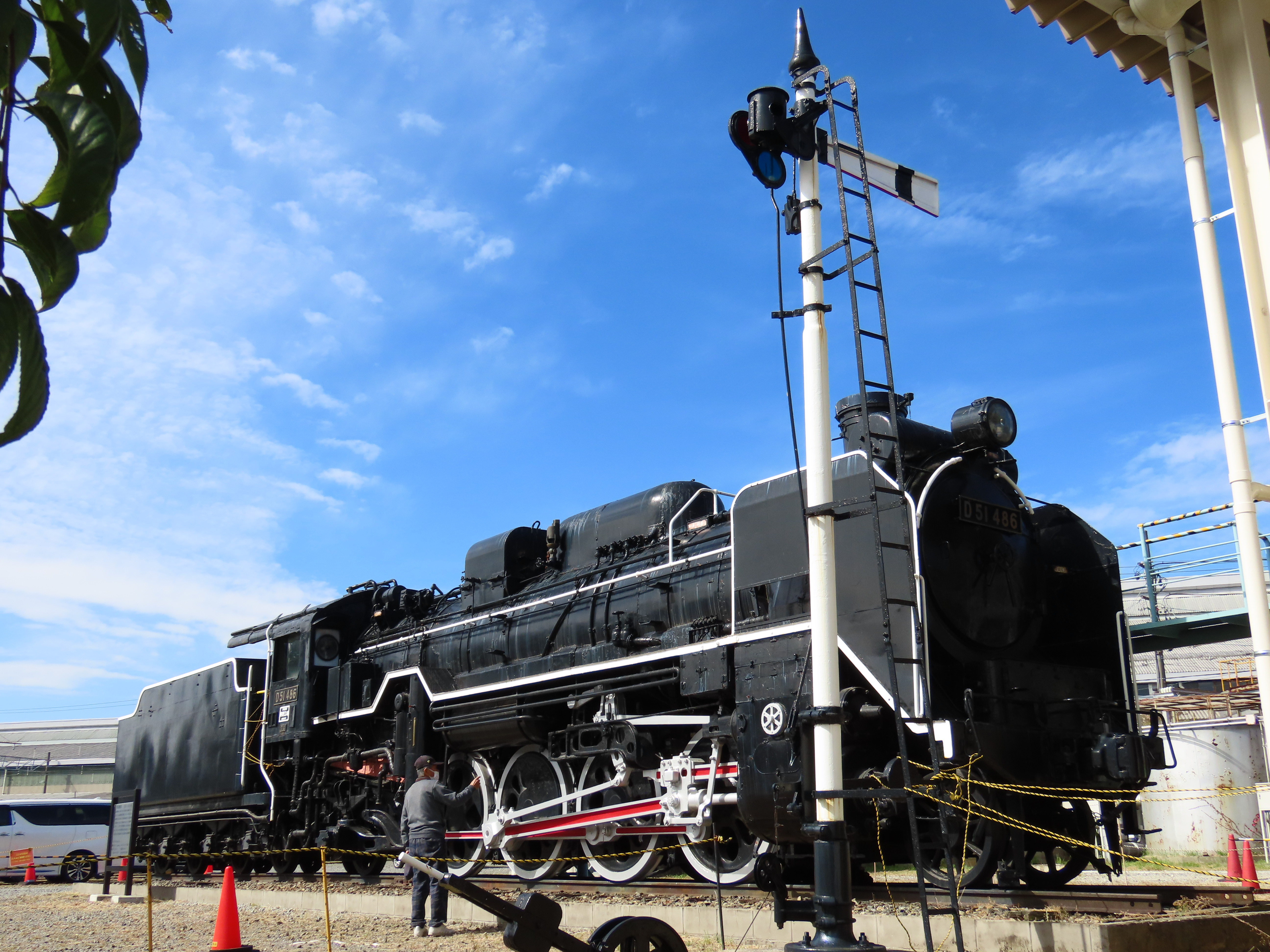
D51 486

### 車両製造
長野工場時代は、車両を製造した実績があり、以下にそれを示す。
- D51形蒸気機関車 - 1938年（昭和13年）から長野工場で9両が製造された[11]。そのうち、1940年（昭和15年）3月に長野工場で製造した486号機は、1969年（昭和44年）10月の廃車後、当センターで静態保存されている[11]。
- DD16形ディーゼル機関車- 1972年（昭和47年）に長野工場で1,2号機を製造
- JR東日本107系電車 - 100番台を2両製造（R9編成・ノックダウン生産）